# Rinascimento del XII secolo

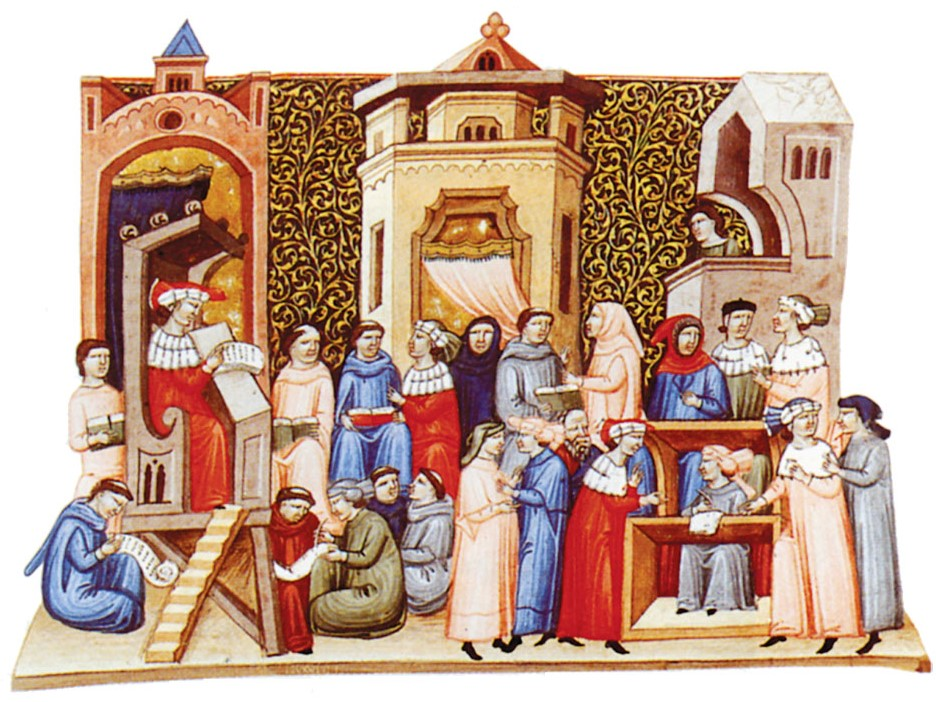
Miniatura italiana che raffigura una lezione tenuta nelle prime università sorte nel Medioevo

Il rinascimento del XII secolo è stato un periodo storico caratterizzato da un profondo rinnovamento del mondo della cultura e da una fioritura delle arti e delle lettere che si ebbe in Europa a partire dal XII secolo. Stimolata da un contesto di prosperità demografica ed economica senza precedenti dall'inizio del Medioevo, ma anche da un periodo di "rinascita politica" e dalla riforma della Chiesa, la cristianità andò incontro a un profondo cambiamento nelle sue strutture culturali.
Il mondo monastico tornò a focalizzarsi sulla sua funzione contemplativa favorendo lo sviluppo delle prime università medievali che fiorirono nelle grandi città, come Salerno, Parigi, Napoli, Chartres o Bologna. Le discipline intellettuali trovarono grandi benefici dal proliferare di traduzioni di testi greci e arabi eseguite perlopiù in Spagna e in Italia, permettendo la riscoperta degli antichi classici, come Aristotele, e dei suoi commentatori musulmani. Da ciò derivò un nuovo interesse per le discipline scientifiche e per la dialettica, la teologia dogmatica andò ad affermarsi come base della scolastica (la principale scuola filosofica dell'epoca), mentre nelle regioni mediterranee si iniziò a studiare il diritto e la medicina.
Il XII secolo vide anche l'ascesa di una vera classe, secondo le parole dello storico Jacques Le Goff, di "intellettuali" come Pietro Abelardo, noto per la durezza del suo scontro con Bernardo da Chiaravalle, Giovanni di Salisbury o Pietro Lombardo, tra i maggiori protagonisti di un nuovo umanesimo basato sulla rinascita della cultura antica come ben descritto dall'adagio «nani sulle spalle dei giganti» di Bernardo di Chartres. Alla definizione delle caratteristiche di questo periodo storico hanno contribuito numerosi studi compiuti da diversi storici medievisti, tra cui spiccano quelli di Charles Haskins, Jacques Le Goff e Jacques Verger.

## Storiografia

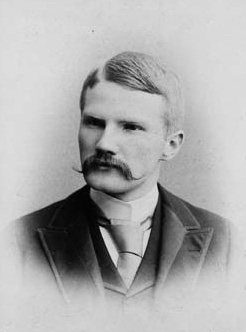
Il medievista statunitense Charles Haskins

Sembra che l'applicazione del concetto storiografico di "rinascimento" al XII secolo sia dovuto al medievista statunitense Charles Haskins, tuttavia bisogna notare che anche altri autori del XIX secolo avessero già utilizzato tale termine senza però ulteriori specifiche e che la nozione di rinascita sia stata applicata per qualificare anche altri periodi del Medioevo. Nel 1927, Haskins pubblicò un libro diventato poi un testo fondamentale, The Renaissance of the Twelfth Century, in cui l'approccio da lui adottato fu per il tempo decisamente innovativo: a differenza, ad esempio, di Jacob Burckhardt, che intendeva dimostrare che il rinascimento del XVI secolo fosse ben radicato già nei secoli precedenti, Haskins cercò di evidenziare un rinnovamento culturale distinto e autonomo, confrontando i due fenomeni sottolineando alcuni tratti comuni (riscoperta dei testi classici e sviluppo delle attività intellettuali al di fuori dell'ambito dalla Chiesa). Nella sua prefazione, Haskins afferma:
Il successo del libro Haskins rese popolare il concetto di "rinascimento del XII secolo" e da qui molti storici lo utilizzarono per poi ampliarne le caratterizzazioni. Numerosi studi hanno poi messo in luce le fondamentali e innegabili differenze tra il XII e il XVI secolo, evidenziando come gli uomini del secondo periodo non ebbero lo stesso punto di vista dei primi i quali non avevano la consapevolezza di essere protagonisti di un risveglio dopo secoli di oscurità. Anche le fonti del tempo accreditano tale interpretazione, alcuni autori del XII secolo parlano di una renovatio (rinnovamento) o di una reformatio o restauratio (riforma), vale a dire un ritorno a un precedente momento, piuttosto che a una "rinascita" o una rottura con il passato. Il concetto di rinascimento del XII secolo è comunque entrato nella storiografia tradizionale e, lungi dall'essere abbandonato, viene spesso utilizzato e talvolta applicato a ulteriori periodi del medioevo.
Il successo di questo concetto è stato confermato da alcune importanti conferenze internazionali e da pubblicazioni di rilievo. Lo storico Jacques Verger dedicò al rinascimento del XII secolo una piccola opera di sintesi, pubblicata prima in italiano poi in francese, in cui osserva come la visione essenzialmente culturale proposta da Haskins sia stata aggiornata grazie al progresso della ricerca e in particolare al contributo di monografie locali, studi economici e politici, oltre che da una conoscenza più approfondita dei movimenti di riforma religiosa. Il XII secolo, per l'Europa, è stato per molti versi un fresco e vigoroso periodo. Oltre alle Crociate, alla crescita delle città e alla nascita dei primi stati burocratici dell'Occidente, questo periodo vide anche l'apogeo dell'arte romanica e l'inizio del gotico, l'emergere della lingua vernacolare, la riscoperta dei classici latini, della poesia latina e del diritto romano, della scienza greco-romana arricchita dai contributi islamici, e della nascita delle prime università in Europa. L'XII secolo ha lasciato il segno nell'istruzione superiore, nella filosofia scolastica, negli ordinamenti giuridici europei. Nel tempo, inoltre, si è allargata la visione degli storici estendendo le aree geografiche maggiormente considerate da Haskins e l'intervallo temporaneo (cioè il nord dell'Italia e della Francia e dal 1100 agli inizi del XIII secolo) arrivando a dimostrare che quasi tutto l'Occidente fosse stato in qualche misura coinvolto in tale processo e le cui origini risalgono in realtà all'ultimo terzo del XI secolo; alcuni storici hanno anche suggerito l'esistenza di una vera e propria continuità con la cosiddetta rinascita ottoniana o addirittura con il rinascimento carolingio.

## Contesto

### Sviluppo economico e politico dell'Occidente
Sebbene il termine "rinascimento del XII secolo" indichi in primo luogo un movimento intellettuale e culturale, grazie alle maggiori conoscenze di tale periodo rispetto ai secoli precedenti, è possibile inquadrare meglio il contesto generale in cui si verificò, un contesto caratterizzato da una prosperità economica e da alcuni profondi cambiamenti sociali e politici. Il fiorire del mondo occidentale nel corso del XII secolo fu il risultato di diversi fattori come la crescita demografica, il progressivo disboscamento per lo sviluppo degli insediamenti urbani, i progressi nel commercio, il rafforzamento dell'economia monetaria, e infine, la ripresa dell'ampliamento territoriale da parte dei regni occidentali per la prima volta nel Medioevo, dopo secoli di ripiegamenti e di invasioni. Questi fattori interagirono tra loro, ed è quindi difficile distinguere il loro effetto singolo e attribuirne una preminenza.

### Crescita demografica
La debolezza quantitativa e qualitativa delle fonti a disposizione, nonostante il sostanziale contributo dell'archeologia, rende difficile quantificare accuratamente a quanto ammontasse la popolazione del Medioevo; tuttavia, anche senza precisi dati analitici, una serie di indici permettono di affermare che fino al XIII secolo l'Occidente sperimentò una crescita demografica durata qualche secolo.
A dimostrazione di ciò si può osservare l'estensione dei territori abitati e coltivati in Francia (soprattutto nell'Île-de-France e in Normandia), nella Germania centro-orientale, le bonifiche effettuate nelle Fiandre e nella pianura padana in Italia, la nascita di nuovi borghi e fattorie lontano dai villaggi esistenti. Tali fenomeni ebbero il loro apice intorno al XII secolo.
La crescita demografica fu una realtà che contraddistinse anche le principali città di origine più antica, nonostante si fosse osservata soprattutto in poche aree: il nord Italia e le Fiandre con una serie di insediamenti urbani che superarono i diecimila abitanti. Ulteriori grandi città più isolate, come Parigi, Londra, Colonia, Montpellier e Barcellona, crebbero sostanzialmente.

### Sviluppo agricolo e delle campagne

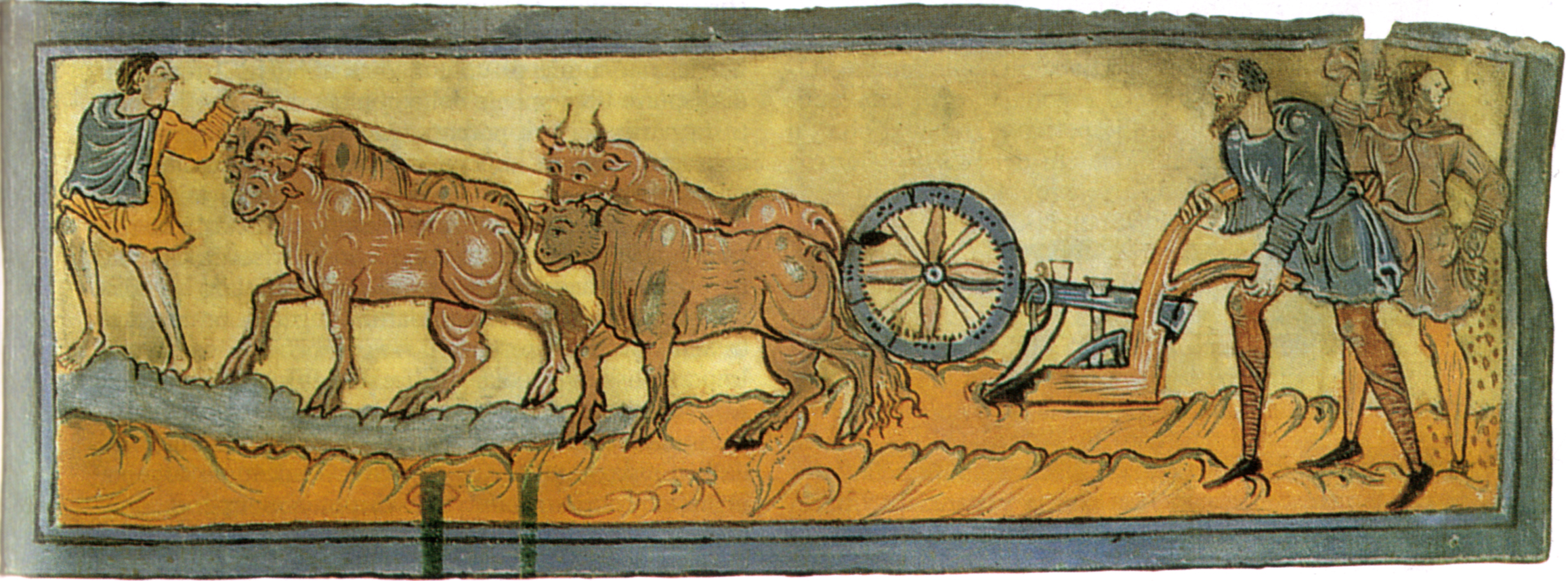
Aratura in una miniatura dell'XI secolo

La conquista di nuovi suoli mediante la bonifica e il drenaggio delle paludi, osservata in tutto l'Occidente cristiano, consentì un aumento della produzione agricola. Ciò venne facilitato anche dal perfezionamento di alcune tecniche: la metallurgia permise il miglioramento delle attrezzature (strumenti come l'ascia, il forcone, la vanga, la zappa), di perfezionare l'aratro, di ferrare i cavalli (che divennero più efficienti sia nel lavoro sia in battaglia) e l'introduzione del giogo che rese più produttivo il lavoro dei buoi. Tutto ciò, insieme a un ottimo periodo climatico, iniziato tra la fine del IX e l'inizio del X secolo, consentì un notevole miglioramento delle rese agricole, in particolare nelle grandi pianure limose del nord Europa, dove la rotazione divenne triennale, riducendo la parte lasciata a maggese. La produzione, quindi, aumentò e ci fu una maggiore diversificazione: i cereali poveri lasciarono il posto a cereali migliori (grano per gli uomini, avena per i cavalli), i legumi ormai consociati (fagioli, fave, piselli) diversificarono la dieta, le coltivazioni di vite si espansero e le aree incolte rimasero in estensione sufficiente per ospitare le mandrie.
Tale miglioramento nella produzione, oltre a limitare la penuria alimentare (e quindi contribuire alla crescita demografica), consentì la formazione di eccedenze che, vendute sul mercato, integrarono i ricavati delle campagne favorendo lo sviluppo di una economia monetaria. Questo meccanismo consentì profitti, certamente fragili e disuguali, ma abbastanza ingenti per la i signori fondiari che così poterono contribuire a finanziare nuove costruzioni come i castelli ma anche chiese e abbazie), opere d'arte (sculture e oreficerie), studi di scriptorium e gestione di scuole. Inoltre, le famiglie arricchite dovettero confrontarsi con i problemi legati alla divisione dell'eredità, comportando un controllo più stretto sulle politiche matrimoniali delle figlie femmine e dei maschi più giovani che spesso furono costretti a un celibato prolungato e quindi a scegliere la carriera ecclesiastica. Di conseguenza la Chiesa si riempì di eminenti chierici che dettero un contributo fondamentale alla rinascita culturale.

### Società urbana

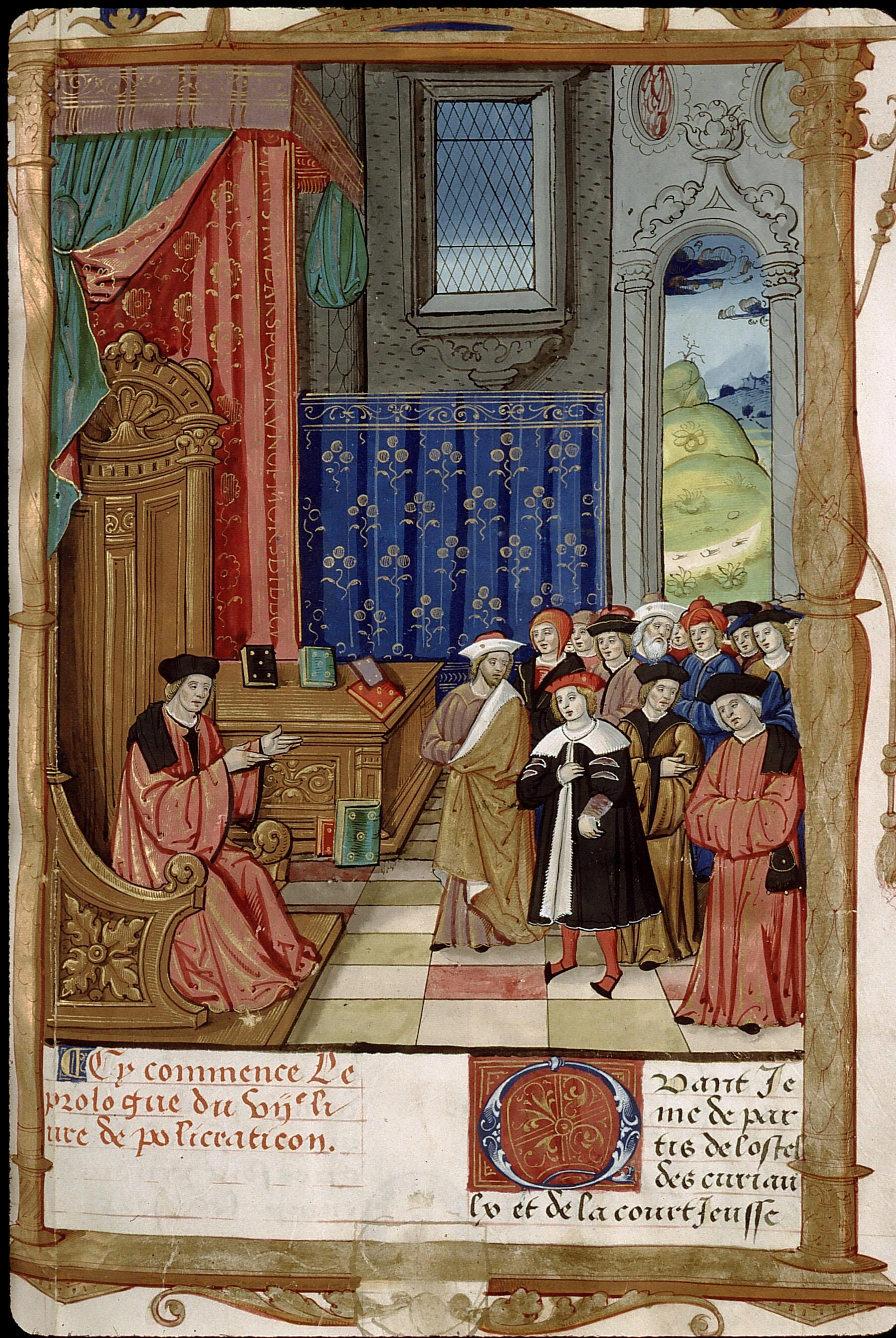
Giovanni di Salisbury, lodò la città di Parigi descrivendola come luogo di felicità e di attività intellettuale

L'ascesa delle città occidentali non riguardò solamente la demografia; si deve infatti considerare che la popolazione urbana rimase comunque piuttosto ridotta rispetto ad altre epoche passate e che la sua crescita risultò inferiore a confronto di quello che avvenne per la popolazione rurale. Le stime sul numero degli abitanti di Parigi, la più popolosa città occidentale del tempo e che svolse un ruolo importante nella rinascita culturale, sono molto difficili da definire ma dovrebbero attestarsi a non più di 200 000 abitanti alla fine del XIII secolo, probabilmente circa il doppio di quanti doveva contarne agli inizi del secolo. Il XII secolo mostrò comunque una società urbana matura e fu proprio al suo interno che fiorì la rinascita culturale: a differenza di quanto era avvenuto nei secoli precedenti, le attività intellettuali si concentrarono principalmente nelle città e non nei monasteri isolati.
In ogni caso, la crescita urbana fu caratterizzata da una rapidità sufficiente ad animare un vero e proprio "progetto urbano", secondo l'espressione utilizzata dallo storico Jacques Le Goff, che descrive sia le opere edilizie intraprese, sia i profondi cambiamenti sociali e politici che stavano avvenendo. La società urbana andò a diversificarsi, la funzione economica si rafforzò portando a una maggiore divisione del lavoro, alla comparsa di mestieri e classi sociali distinte, con un'élite mercantile sempre più ricca.
Questi cambiamenti furono correlati anche a fattori politici: i re francesi Luigi VI (1108-1137), Luigi VII (1137-1180) e Filippo Augusto (1180-1223) fecero di Parigi in particolare una vera capitale politica. Nacquero nuovi gruppi sociali, come la società di corte e gruppi aggregati alla società ecclesiastica; questi gruppi dirigenti si aprirono a tutta la società grazie a efficaci meccanismi di mobilità sociale, influenzandosi e rafforzandosi a vicenda o confrontandosi in un contesto di sconvolgimento generale delle strutture politiche, stimolano la rinascita culturale e ravvivando la circolazione di uomini e idee, proteggendo i letterati.
Questo dinamismo, in ultima analisi, comportò la nascita nel corso del secolo di una "mentalità urbana". La città fu, infatti, oggetto di lode tra i letterati, considerata un vero paradiso dai "goliardi", chierici itineranti che scrivevano versetti satirici. Giovanni di Salisbury espose in una lettera a Thomas Becket nel 1164 la buona impressione che Parigi gli fece, descrivendola come luogo di felicità e di attività intellettuale, e che elevò all'equivalente di una terra santa: «Mi sembrava di vedere la scala di Giacobbe piena di ammirazione, la cui sommità toccava cielo ed è stato attraversato da angeli ascendenti e discendenti. Entusiasta di questo felice pellegrinaggio, dovevo ammetterlo: il Signore è qui e io non lo sapevo». Filippo di Harvengt la loda con queste parole: «Spinto dall'amore per la scienza, eccoti a Parigi e hai trovato questa Gerusalemme che tanti desiderano. È la casa di Davide [...] del saggio Salomone. Una tale competizione, una tale folla di chierici accorre ad essa che stanno per superare la grande popolazione di laici. Città felice dove i libri sacri vengono letti con tanto zelo, dove i loro complicati misteri sono risolti dai doni dello Spirito Santo, dove ci sono così tanti eminenti maestri, dove c'è una tale scienza teologica che si potrebbe chiama la città delle belle lettere!». Si può citare anche Gui de Bazoches e la sua famosa lettera nota come "Éloge de Paris": «Ella [Parigi] è seduta in una deliziosa valle, al centro di una corona di colline arricchite da Cerere e Bacco. La Senna, questo superbo fiume che proviene dall'oriente, vi scorre in tutta la sua estensione e circonda con i suoi due bracci un'isola che è la testa, il cuore, il midollo dell'intera città.[...] Sull'isola, accanto al Palazzo dei Re, che domina l'intera città, vediamo il Palazzo della Filosofia dove lo studio regna da solo come sovrano, cittadella della luce e dell'immortalità».

### La ripresa del commercio
Nella società del XII secolo, notevolmente più ricca rispetto a quella dei secoli precedenti, crebbe notevolmente la dedizione verso il commercio e l'intero Occidente cristiano andò incontro ad aumento della mobilità geografica. Il boom economico e la stabilizzazione politica consentirono di migliorare le strade, costruire ponti e rendere le vie più sicure grazie alla manutenzione delle infrastrutture spesso come conseguenza dell'aumento della tassazione dei pedaggi. Questi progressi avvantaggiarono i mercanti che andarono ad affollare le fiere urbane, come quelle che si tenevano nella regione della Champagne, ma anche i pellegrini che si recavano a Santiago di Compostela o a Roma attraverso la via francigena. L'economia basata sulla moneta divenne progressivamente prevalente, anche grazie agli sforzi volti all'unificazione delle unità di misura del peso, come nel caso del marco. La maggior circolazione della moneta è dimostrata anche dalla più frequente condanna da parte della chiesa della pratica dell'usura, spesso assimilata al prestito a interessi, come si può osservare da alcune disposizioni canoniche come quelle prodotte dal Concilio Lateranense II nel 1139, dal Decreto di Graziano de 1140, dal Concilio Lateranense III del 1179, dal Consuluit di papa Urbano II del 1187 e dai testi teologici di Ugo di San Vittore, Pietro Lombardo e Pietro Comestore.
Il mondo intellettuale beneficiò di questa maggiore mobilità: i letterati mantennero una fitta corrispondenza tra di loro (si contano più di cinquecento lettere inviate da San Bernardo da Chiaravalle in circa trent'anni), i giovani studenti ebbero la possibilità di recarsi nei centri urbani partendo da luoghi sempre più lontani (a Parigi arrivarono Abelardo dalla Bretagna e Ugo di San Vittore dalla Sassonia), e molti di loro attraversare le Alpi per seguire le lezioni dei giuristi di Bologna o dei medici di Salerno.
Il commercio locale via terra venne integrato da un crescente commercio a distanza, che utilizzò le rotte fluviali e marittime. Prove che dimostrano un aumento dei pedaggi delle vie fluviali hanno fatto ritenere agli storici che queste fossero il principale mezzo di trasporto in Occidente, mentre le vie terrestri ricoprivano un ruolo di supporto. Per il commercio con le regioni ancora più distanti aumentò la navigazione marittima. Le rotte nel Mediterraneo erano controllate principalmente dalle repubbliche marinare italiane, le cui attività comportarono anche un incremento dei contatti culturali con le regioni islamiche e bizantine con la conseguenza importazione di manoscritti e innovazioni tecniche. Allo stesso tempo, le città il nord dell'Europa e della costa atlantica contribuirono allo sviluppo del commercio con i paesi nordici grazie a un rafforzamento delle infrastrutture portuali in città come Lubecca, Bruges, Rouen e La Rochelle.

### Il recupero dell'estensione territoriale

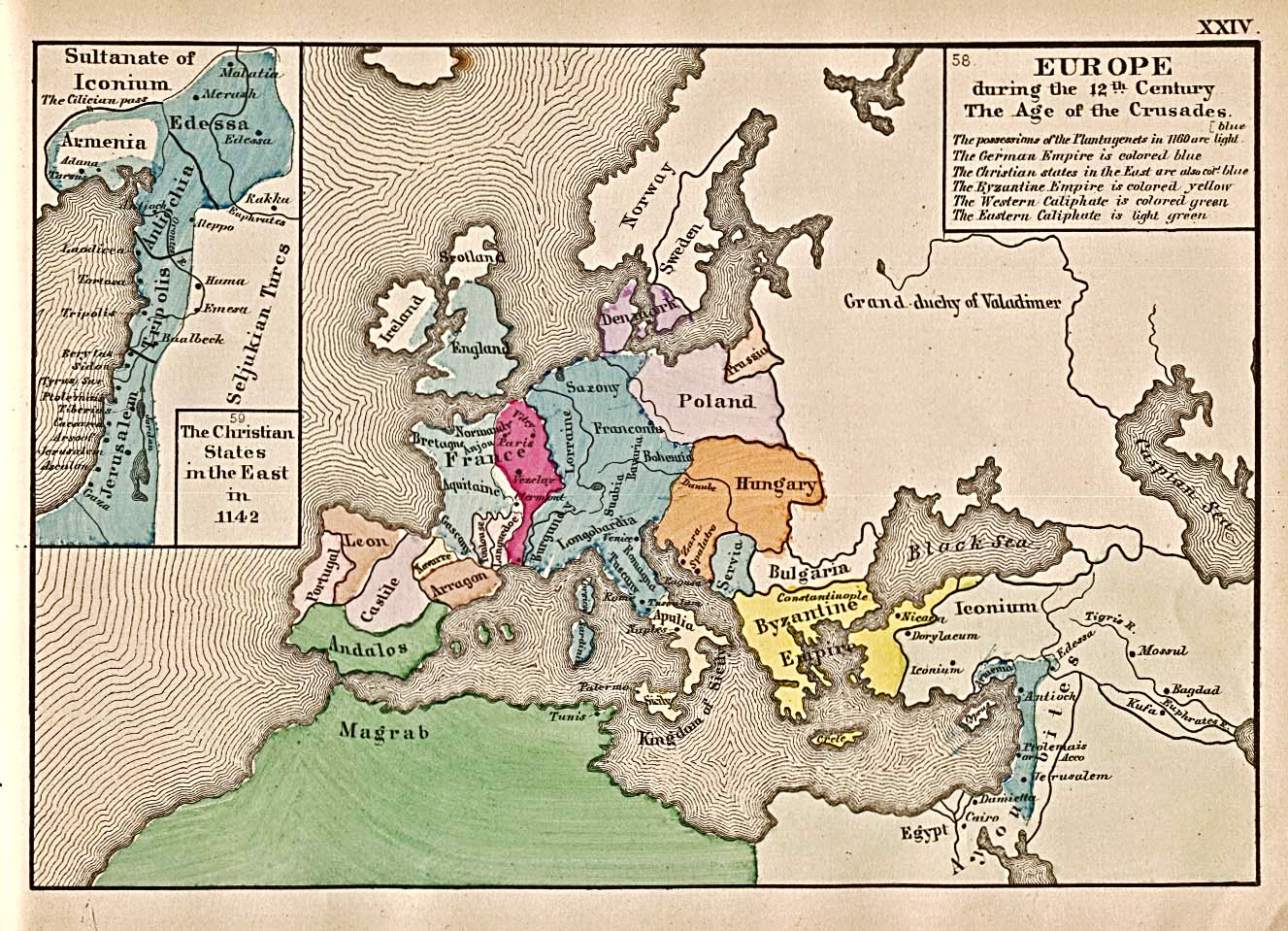
L'Occidente nel 1142 e gli Stati crociati

Durante il XII secolo si assistette anche a un ampliamento dell'area geopolitica dell'Occidente cristiano, soprattutto in area mediterranea. Tre furono i principali fenomeni, avvenuti quasi contemporaneamente, che permisero ciò: la conquista da parte dei Normanni, tra il 1058 e il 1091, di territori longobardi e bizantini del sud d'Italia e della Sicilia islamica; la presa di Toledo nel 1085, tappa fondamentale della Reconquista; e l'ingresso a Gerusalemme nel 1099 da parte dei cristiani della prima crociata. Queste conquiste non si dimostrarono tutte ugualmente durevoli nel tempo, tuttavia Toledo rimarrà cristiana e il regno di Sicilia acquisì potere e ricchezza sotto Ruggero II d'Altavilla (1127-1154), mentre gli Stati crociati d'Oriente sopravviveranno fino al XIII secolo. Sulla scia di tali conquiste si aprirono nuovi mercati: i commercianti e i banchieri delle repubbliche marinare di Amalfi, Genova, Pisa e Venezia poterono estendersi insieme alle proprie attività per tutto il Mediterraneo e nella ricca Costantinopoli dei Comneni. Si allargò anche l'orizzonte del mondo cristiano, che porterà alle grandi esplorazioni del secolo successivo.

### Una rinascita politica

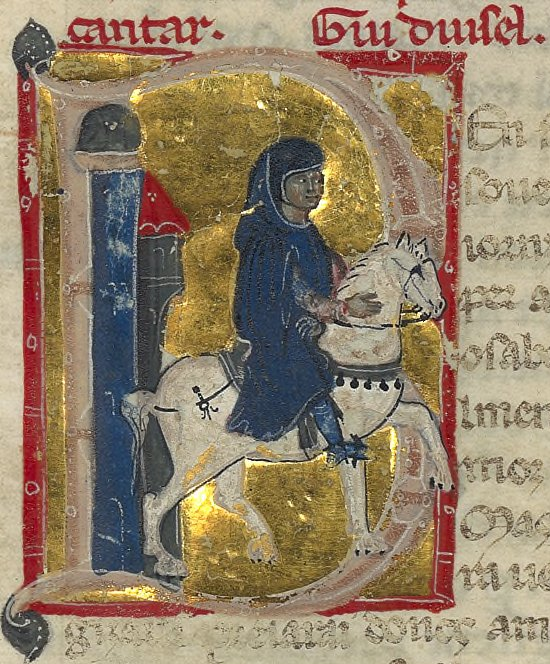
Gui d'Ussel, cavaliere e trovatore

Nonostante che la storiografia tradizionale li abbia quasi ignorati, anche i mutamenti degli assetti politici furono uno degli aspetti della rinascita culturale del tempo svolgendo un ruolo importante nell'intero contesto. La riscoperta del diritto romano e la valorizzazione della figura del principe, insieme al concetto di sovranità, conferirono al rinascimento del XII secolo una dimensione politica innegabile. Va notato, in particolare, che la classe dei cavalieri proseguì sempre di più nella sua fusione con la nobiltà affermandosi come un vero e proprio modello sociale, sia per il suo prestigio sia per la sua coesione come gruppo. Questo fu, dunque, un vero e proprio ceto sociale che, contrariamente al mito che descrive il cavaliere come un essere rozzo inserito tra la brutalità della sua funzione e l'asprezza del suo ambiente, testimonia anche un crescente interesse per le manifestazioni letterarie, in particolare per gli scritti poetici in cui alcuni cavalieri si cimentarono personalmente. Un esempio può essere Wolfram von Eschenbach, autore di Parzival, o i cavalieri itineranti che furono anche trovatori, come Gui d'Ussel o Guglielmo IX d'Aquitania. Questi avevano potuto apprendere fin dall'infanzia la lingua latina, potendo così leggere i classici che gli permisero di confrontarsi con i chierici più eruditi che, a loro volta, gli incoraggiavano ad abbandonare la violenza, come testimonia la storia di Gervasio di Tilbury, un cavaliere che divenne poi un giurista.
La nascita del comune medievale è stata oggetto di grande interesse da parte della storiografia; un interesse che tuttavia è andato un po' scemando in quanto si è sottolineato che tale fenomeno sia non coinvolse le grandi città, in particolare quelle dell'Italia meridionale, sia perché alcune zone rurali sperimentarono organizzazioni amministrative simili. In ogni caso, è pur sempre vero che questo movimento di emancipazione politica contribuì allo sviluppo della consapevolezza di una società urbana che portò gruppi di cittadini a partecipare attivamente e in una certa misura alla gestione del potere, soprattutto per quanto riguarda le funzioni giudiziarie e militari. La distanza dalle strutture feudali non dovette essere quindi così ampia e il cambiamento fu un processo graduale. Casi di rivolta aperta e violenta contro il potere feudale furono rari; tra questi si possono citare gli scritti di Ottone di Frisinga, nel suo Gesta Friderici I imperatoris, riguardo alle sollevazioni dei lombardi contro la politica di restaurazione imperiale intrapresa da Federico Barbarossa intorno al 1155.

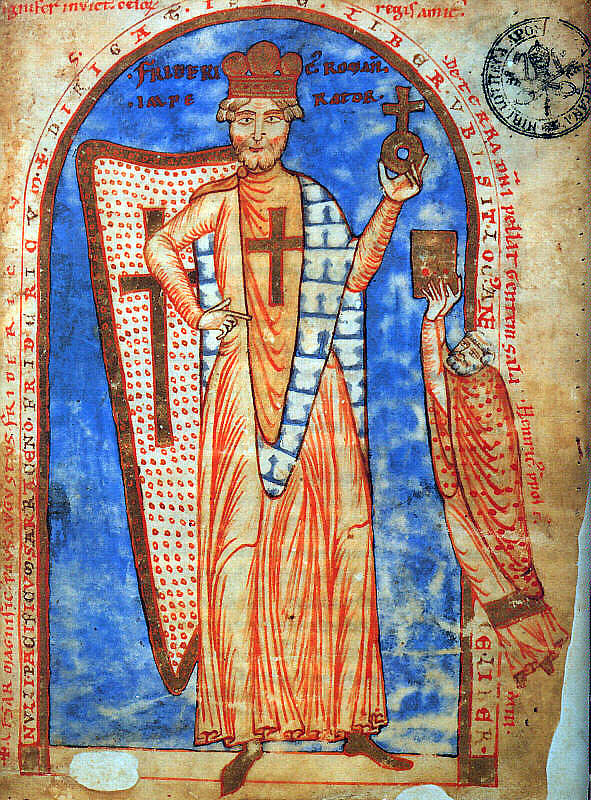
L'imperatore Federico Barbarossa, si scontrò con i comuni lombardi contrari alla sua politica di restaurazione imperiale

Infine, il XII secolo vide soprattutto la rinascita del potere principesco, lo stato di secolo, nel regno, o più in generale con il vano tentativo di renovatio imperii di Federico Barbarossa in Germania, o al contrario più a livello locale, come nella contea di Champagne. Inoltre, ovunque i principi affermino il loro controllo, gli sforzi di legittimazione ideologica coinvolgono maestri con conoscenza della storia, del diritto e della teologia. Giovanni di Salisbury pubblicò nel 1159 il Policraticus, il primo trattato di filosofia politica. Composto da otto libri, in esso Giovanni presenta l'ideale di una città terrena orientata a fini spirituali, dove il re esercita il suo potere in stretta collaborazione con la Chiesa e diffidando dei suoi consiglieri laici.
In Francia, i Capetingi rafforzarono il loro primato arrivando, con Filippo Augusto, ad assumere un potere simile a uno stato sovrano (ampi domini, una capitale, una amministrazione centrale e locale). In Inghilterra la monarchia era già strutturata, soprattutto con il re Enrico II Plantageneto, attraendo molti studiosi (giuristi, poeti, filosofi) che contribuirono a integrare il regno nello sviluppo intellettuale e artistico, nonostante il consumarsi del celebre conflitto con l'arcivescovo di Canterbury Thomas Becket sull'indipendenza della Chiesa. In Italia, i papi intrapresero nuove ambizioni politiche, in particolare per resistere alle pressioni di Federico Barbarossa; la Santa Sede perseguì una politica di prestigio, con il restauro delle basiliche romane e del palazzo del Laterano facendo tornare Roma a essere un centro culturale. L'Italia meridionale, sotto il controllo dei Normanni, fu un caso speciale: un luogo di ricchezza culturale dove si incontrano latinisti, madrelingua arabi ed ellenisti, dove i re incoraggiarono brillanti realizzazioni architettoniche e numerose traduzioni di tesi, ma dove difficilmente nacquero scuole e produzioni intellettuali originali, con rare eccezioni date dalle scuole di medicina di Salerno e dallo scriptorium di Monte Cassino.

## Riforma religiosa
Nel Medioevo, la vita religiosa e la vita culturale erano inscindibili. La riforma della Chiesa dell'XI secolo, talvolta erroneamente chiamata "riforma gregoriana", ebbe inizio molto prima dell'effettivo pontificato di Gregorio VII (1073-1085) e si può ritenere che perdurò fino al Concilio Lateranense IV del 1215 la cui produzione legislativa fu una conclusione simbolica del processo in atto. Questa profonda riforma ebbe precise implicazioni culturali, in particolare per quanto riguarda la cultura accademica e l'istituzione educativa.

### Indipendenza pontificia

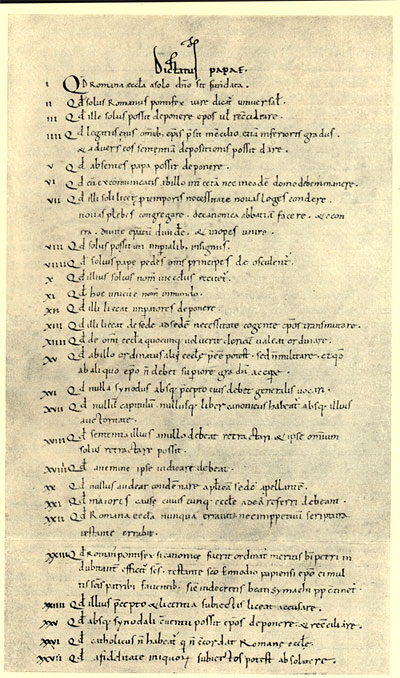
Il celebre Dictatus papae di papa Gregorio VII

Il primo aspetto della riforma ecclesiastica fu l'affermazione da parte del papato della sua indipendenza (la libertas ecclesiae) nei confronti dei poteri laici: la lotta per le investiture iniziò a seguito di un decreto del 1059 riguardante l'elezione papale, Decretum in electione papae e dal Dictatus papae di papa Gregorio VII del 1075 in cui si affermava il divieto formale di investiture da parte dei laici. Questo principio che vietava il cesaropapismo venne applicato tuttavia solo gradualmente e soprattutto solo dopo il Concilio Lateranense I del 1123 e, in alcune regioni, anche più tardi (a metà del XII secolo in Francia, in Inghilterra mai completamente).
Ma questa indipendenza fu solo un aspetto della riforma, il cui obiettivo era la purificazione della Chiesa gravemente corrotta dagli eccessi della simonia, del nicolaismo e dalla scarsa moralità dei sacerdoti: l'indipendenza fu solo un prerequisito per imporre una riforma che poteva essere concepita solo come centralizzata. Tale politica di centralizzazione si rifletté nell'affermazione della plenitudo potestatis, l'autorità sovrana del papato sulla Chiesa che si basa sul diritto canonico; l'azione pontificia viene trasmessa da tutti i concili, legati e ordini. Le controversie locali trovarono da quel momento rimedio in un appello a Roma che consentì al papato di moltiplicare gli interventi.
La riforma proseguì anche nel XII secolo raggiungendo l'apice con il pontificato di Innocenzo III. L'impatto sulla sfera ecclesiastica fu quindi enorme; tutte le aree dell'istituzione religiosa vennero interessate dal movimento di riforma. Inoltre, anche se il papato fu all'origine di importanti misure istituzionali, da papa Nicola II a Innocenzo III, furono le diocesi locali che permetterono alla riforma e alla libertas ecclesiae di imporsi in profondità: vescovi e canonici trasmisero il messaggio pontificio, riportato dai legati, nei loro viaggi e tra i principi laici favorevoli alla riforma.

### I vescovi e il loroentourage
Il profondo rinnovamento del clero, e in particolare dell'alto clero, fu una delle maggiori conquiste della riforma e coinvolse sia i loro costumi sia l'azione pastorale e amministrativa. Infatti, dalla fine dell'XI secolo in avanti i vescovi appaiano sempre più istruiti, almeno per quanto riguarda la grammatica, la conoscenza della Bibbia e dei fondamenti del diritto canonico, conformandosi maggiormente al modello ideale delineato da San Bernardo di Chiaravalle. Tra di loro vi furono anche tenaci difensori delle libertà della Chiesa; la resistenza intrapresa da Thomas Becket e il suo successivo martirio ne è l'esempio più illustre.
Tutto ciò si rifletté anche sull'entourage dei vescovi: i canonici appartenenti ai capitoli delle cattedrali tornarono a una vita in comune, una pratica frequentemente abbandonata al termine dell'età carolingia, iniziando a seguire sempre più strettamente la vecchia regola di Aix (ordo antiquus) o la regola di Sant'Agostino (ordo novus). Questi capitoli svilupparono sempre di più attività culturali, mantenendo una biblioteca e curando in generale una scuola sotto la direzione di un magister (maestro).
I vescovi, inoltre, presero l'abitudine di mantenere presso di loro un'ulteriore cerchia di religiosi con lo scopo di controbilanciare l'eventuale opposizione di coloro che appartenevano al capitolo, una circostanza allora decisamente frequente. Questa corte, detta familia  del vescovo, spesso comprendeva studiosi e giuristi ai quali erano state attribuite alcune specifiche funzioni (cancelleria e tribunale episcopale, redazione delle Gesta dei vescovi locali). Tali corti si moltiplicarono su piccola scala e alcuni dei più eminenti rappresentanti della cultura letterata del tempo vi fecero parte per gran parte della loro vita; tra questi si possono citare Giovanni di Salisbury e Adelardo di Bath.

### Il mondo monastico e regolare

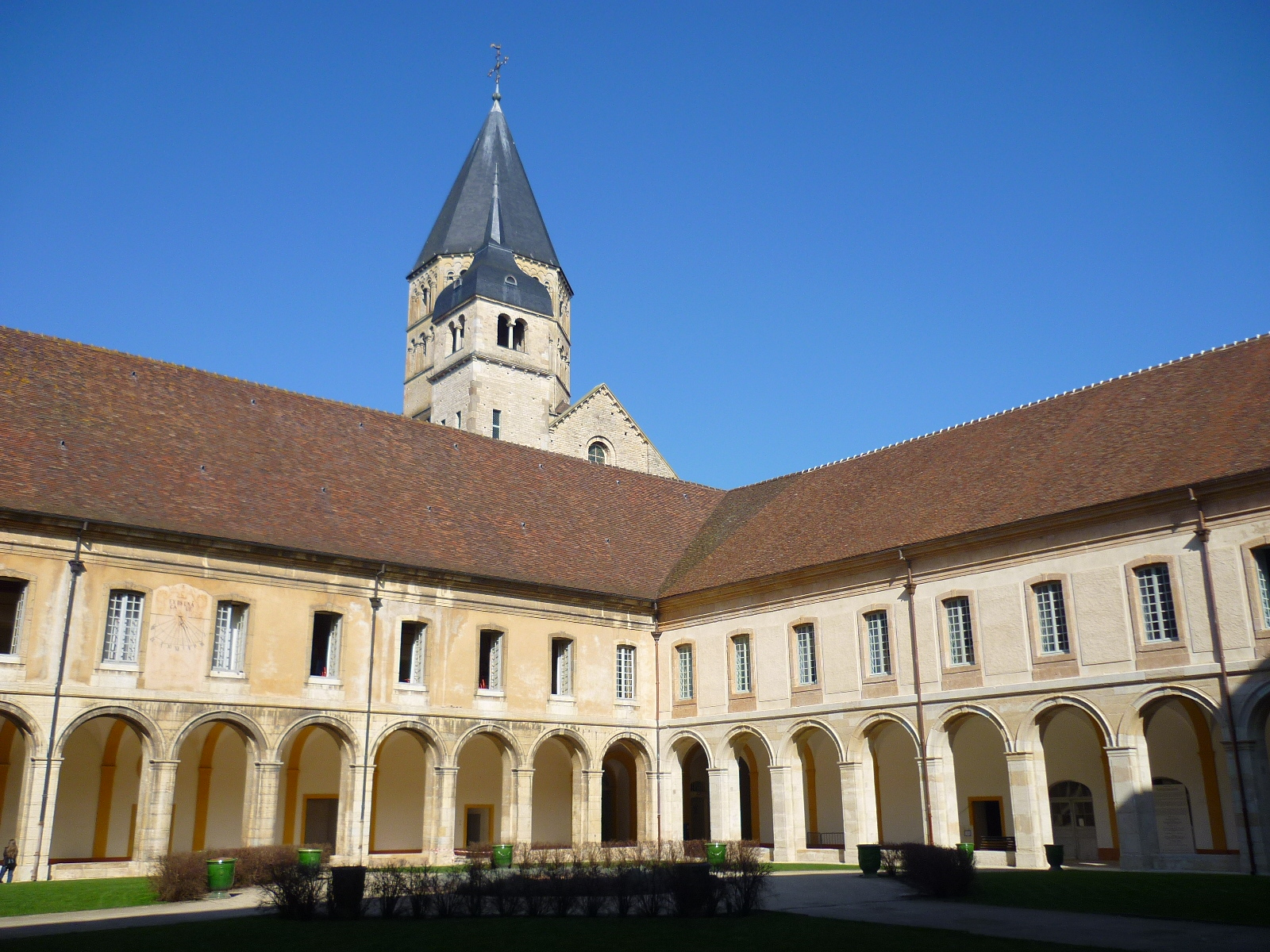
Chiostro dell'abbazia di Cluny

Tra la fine dell'XI secolo e l'inizio del XII si assistette a un eccezionale aumento degli appartenenti al mondo monastico grazie a nuove forme di monachesimo che presero a modello il cenobitismo di Cluny e implementando l'ideale di una vita apostolica «associando un'esistenza di estrema povertà, alla penitenza, a una spiritualità intensa e alla predicazione itinerante».
Le prime manifestazioni di questa "rinascita monastica", come indicato dalle parole di Jacques Verger, furono le comunità eremitiche dell'ovest della Francia, in particolare quelle dei discepoli certosini di san Bruno di Colonia, che coniugarono l'isolamento e una vita comune caratterizzata da grande severità con una spiritualità tinta di misticismo. I certosini si diffusero velocemente, in particolare in Italia, dando origine a un ordine originale che ne ispirò altri, come quello di Grandmont, fondato da Stefano di Thiers, quello dell'abbazia di Fontevraud fondato da Roberto d'Arbrissel o in Italia con i Camaldolesi, i vallombrosani e i monaci di Cava de' Tirreni.

#### Cistercensi e San Bernardo da Chiaravalle

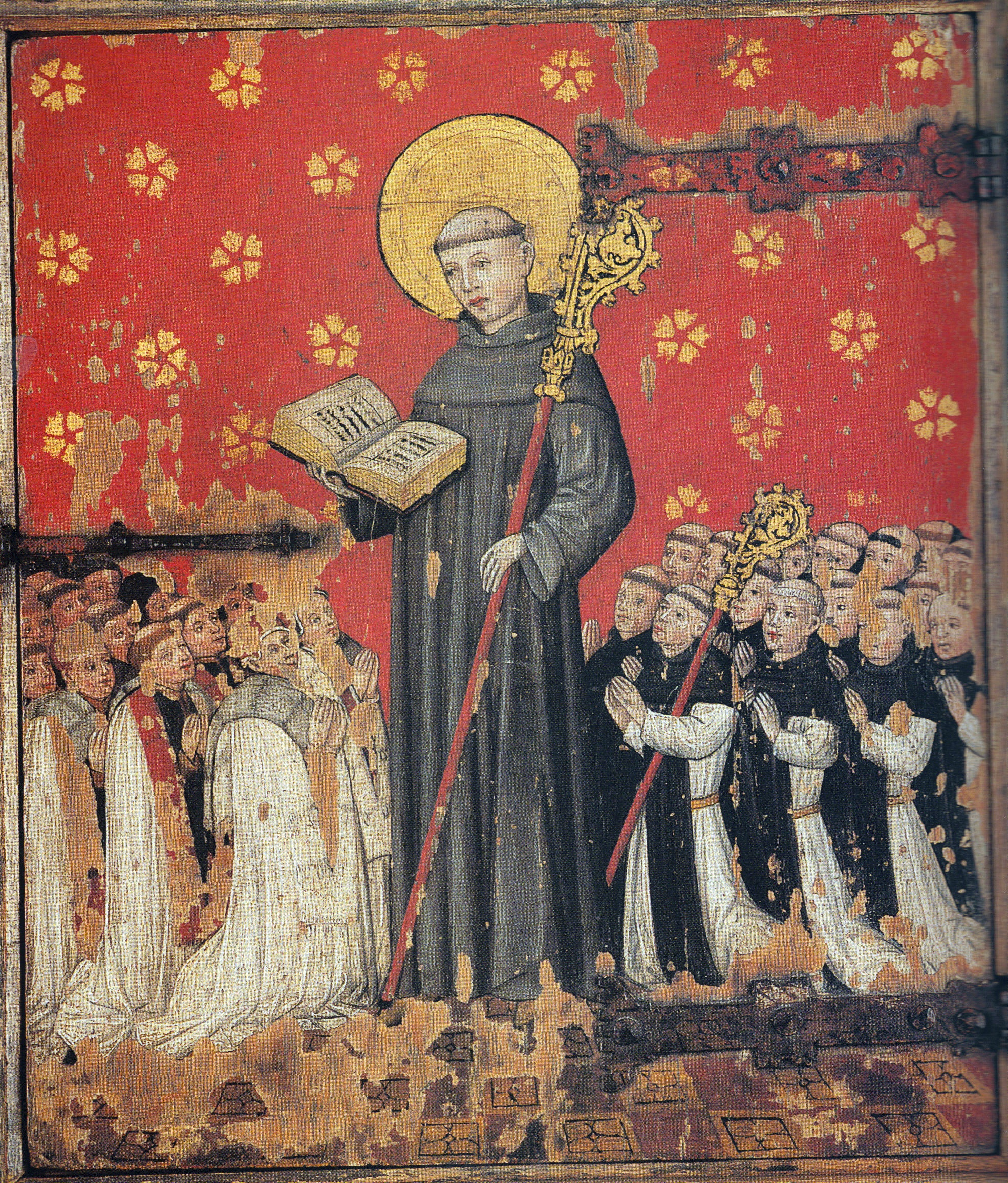
Bernardo di Chiaravalle, a destra monaci cistercensi

Ma l'ordine monastico che seguì veramente Cluny in termini di prestigio e influenza, fino ad arrivare a superarli, fu senza dubbio quello cistercense. Fondata nel 1098 da Roberto di Molesme, l'abbazia di Cîteaux prosperò sotto la guida dell'abate Alberico (1099-1108) e del suo successore Stefano Harding (1108-1133) il quale diresse i monaci verso un ritorno al rigido monachesimo della comunità benedettina, in opposizione al modello cluniacense. In quegli anni, infatti, Cluny stava completando la sua nuova e sontuosa chiesa abbaziale, "Cluny III", simbolo di ordine ricco e gerarchicizzato i cui splendori si erano accompagnati a un allentamento del rispetto della Regola; a Cîteaux, non lontano, si affermava un modello di austerità e penitenza. Tra le principali differenze tra i due ordini su nota in particolare che tra i cistercensi vigeva l'obbligo del lavoro manuale per i monaci, il rifiuto formale (confermato nella Carta della Carità di Stefano Harding) della riscossione delle decime e il possesso delle parrocchie, la sottomissione all'autorità dei vescovi e una minore centralizzazione.
Come per i cluniacensi, questi diversi ordini, compresi i cistercensi, inizialmente non avevano una vocazione intellettuale: non vi erano scuole nei monasteri e le materie secolari erano bandite. Tuttavia, ciò cambiò rapidamente, in particolare a seguito di una frequente elevata istruzione degli abati, che a loro volta avevano frequentato scuole monastiche o cattedrali. Ben presto i cistercensi inaugurarono uno scriptorium, organizzarono ricche biblioteche nelle quali si conservavano testi incentrati sulla Bibbia e sui Padri della Chiesa, incoraggiarono la lettura per i monaci e formarono alcuni studiosi i cui scritti spirituali o teologici di primaria importanza mettevano le conoscenze delle arti liberali al servizio del ideale monastico.
Tra gli abati cistercensi, il più noto fu Bernardo di Chiaravalle (1091-1153), figura originale e contraddittoria, «chimera del [suo] secolo» nelle sue stesse parole, dotato di una solida formazione classica e, allo stesso tempo, radicale oppositore della teologia moderna proposta dai dialettici, come Pietro Abelardo o Gilberto Porretano. Entrato a Cîteaux nel 1112, Bernardo fu consacrato abate di Chiaravalle nel 1115 e in tale carica rimase fino alla morte. La sua influenza nell'espansione dell'ordine fu decisiva: fervido organizzatore, fondò sessantotto monasteri dipendenti. Fortemente attaccato all'ideale cistercense della penitenza fu, tuttavia, ben presente anche nella vita secolare svolgendo il ruolo di consigliere di principi e papi, di arbitro dei conflitti o di predicatore popolare in occasione della cosiddetta seconda crociata o in quella contro i catari.
Oltre a Bernardo, tra i più importanti filosofi cistercensi del secolo si possono citare anche Guglielmo di Saint-Thierry, Aelredo di Rievaulx, Isacco della Stella, Alchero di Chiaravalle e Gioacchino da Fiore, la cui divisione della storia dell'umanità in tre epoche (l'ultima delle quali, quella dello Spirito Santo, doveva essere vicina) eserciterà una forte influenza nel secolo successivo, in particolare tra i francescani.

#### Nuovi ordini originali

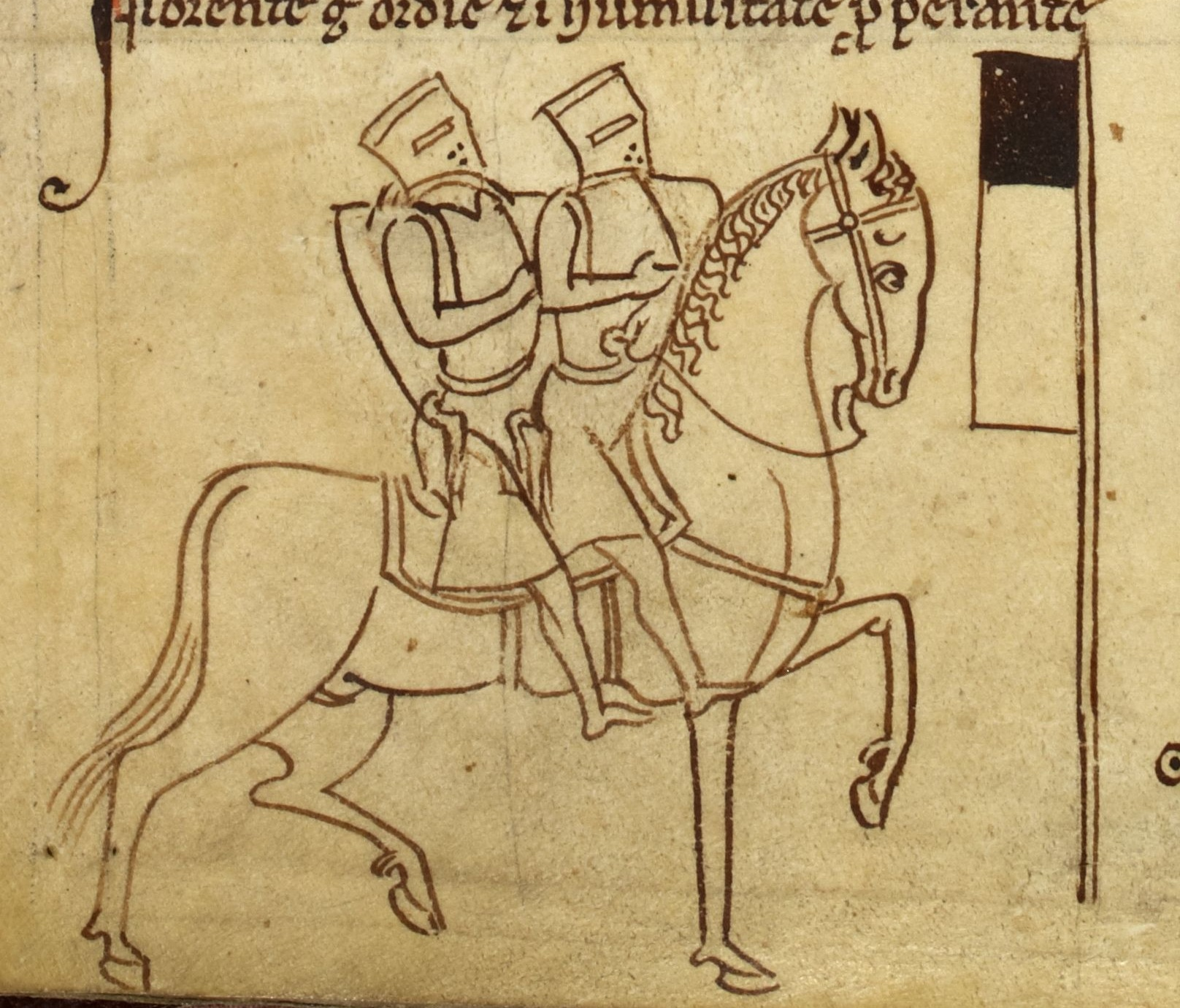
Due cavalieri templari a cavallo, miniatura dalla Chronica Majora di Matteo Paris

Il cambiamento culturale in atto portò anche alla fondazione di diversi ordini canonicali indipendenti, in realtà alcuni già comparsi fin dall'inizio del secolo precedente, che arrivarono a essere tra i più importanti protagonisti della rinascita. L'abbazia di San Vittore di Parigi venne fondata da Guglielmo di Champeaux nel 1108 e qui nacque una importante scuola che ebbe tra i suoi più brillanti maestri anche il celebre Ugo, rappresentando una vera concorrenza con la scuola cattedrale di Notre-Dame. Nel 1122 Norberto di Xanten fondò i canonici regolari premostratensi e si può ricordare anche l'abbazia di Saint-Ruf nei pressi di Avignone il cui ruolo fu fondamentale nel rinnovamento della formazione giuridica nel sud della Francia.
Infine, la riforma monastica del XII secolo vide anche la nascita degli ordini religiosi cavallereschi, una forma di monachesimo particolarmente originale. Tra gli ordini più noti, i cavalieri Templari fondati nel 1119, gli ospitalieri di San Giovanni di Gerusalemme fondati nel 1050, l'ordine teutonico nato alla fine del secolo. I Templari, in particolare, godettero del sostegno dei cistercensi e lo stesso Bernardo di Chiaravalle contribuì alla stesura della loro regola approvata poi al Concilio di Troyes del 1129, così come compose il De laude novae militae, un elogio a questa nuova cavalleria.

### La vita religiosa dei laici
Sebbene sia poco conosciuta, anche la vita religiosa dei laici venne influenzata dalla riforma che cercò di regolarla attraverso una maggior importanza attribuita ad alcuni sacramenti, come il matrimonio e la confessione. Ciò contribuì, secondo le parole di Marie-Dominique Chenu, al «risveglio della coscienza morale» nell'epoca.
Anche le questioni culturali non furono del tutto estranee al mondo laico. La riforma infatti riabilitò la predicazione e alcuni fedeli ebbero l'opportunità di frequentarono le scuole: laicus, dunque, non fu più sinonimo di analiteratus. A questo si aggiunse l'impatto dell'arte religiosa (pittura e scultura) sui laici che è, tuttavia, difficile da valutare. La Chiesa si occupò anche di educare l'aristocrazia, in particolare la cavalleria, con il risultato della comparsa degli ordini militari, di cui San Bernardo fu uno dei sostenitori.
Tuttavia, non si deve dimenticare la significativa resistenza a questi nuovi ceti sociali laici che dette origine a movimenti eretici, più o meno elaborati, principalmente dopo il 1140. I valdesi rivendicarono la traduzione del Vangelo in volgare e il diritto dei laici alla predicazione, mentre l'eresia catara, probabilmente di origine orientale, promosse un rifiuto dell'autoritarismo della Chiesa romana. La fervente attenzione verso le Scritture spesso manifestata da questi movimenti fondamentalmente popolari talvolta li avvicinò allo spirito scolastico. Al contrario, il fenomeno eretico spesso alimentò il dibattito dei teologi, in un doppio spirito di confutazione e spiegazione della dottrina, come avvenne nel De fide catholica contra haereticos sui temporis di Alano di Lilla.

## Rinascimento giuridico

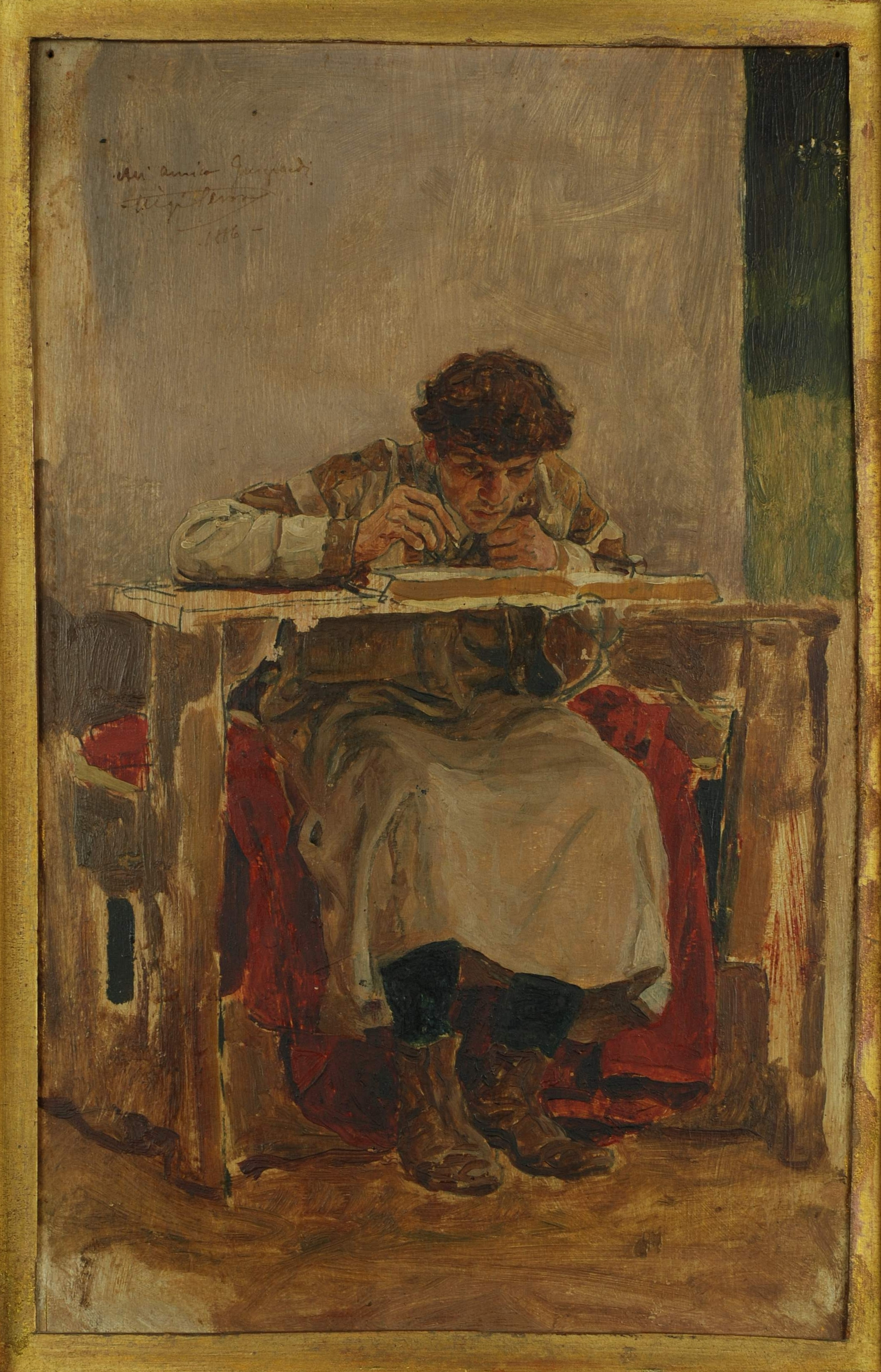
"Irnerio che glossa le antiche leggi"

Una società più complessa non poté fare a meno di un rafforzamento del suo sistema giuridico. La svolta si ebbe quando verso la fine del XI secolo il giurista e magister bolognese Irnerio iniziò ad insegnare il diritto come disciplina autonoma, all'epoca escluso dalle arti liberali, e utilizzando come fonte il corpus iuris civilis di Giustiniano nella sua forma originale. Inoltre, Irnerio prese l'abitudine di aggiungere al margine del testo alcuni appunti, detti "glosse", con cui dava una interpretazione al passo, poneva in relazione le varie norme contenute, risolveva ambiguità e ne estendeva l'applicabilità ad altre fattispecie simili. Senza dubbio fu in gran parte merito suo se il diritto romano poté riprendere a circolare in Europa. La pratica della glossa continuò con i suoi allievi e successori della scuola bolognese dei glossatori, conosciuti come i "quattro dottori" di Bologna: Bulgaro, Martino Gosia, Jacopo e Ugo. Grazie a essi la scuola Bolognese non si ridusse a un episodio temporaneo, conseguente all'insegnamento di Irnerio, ma diventò esempio di un nuovo modo di fare diritto. Alla scuola di Bologna affluirono studenti da tutte le regioni d'Europa, che a loro volta esportarono gli insegnamenti nei loro paesi di provenienza. Così, in breve tempo, sorsero nuove scuole a Padova, a Napoli, a Parigi, a Reims, in Normandia, in Inghilterra, in Irlanda, in Catalogna, in Germania. Le glosse, inizialmente poco più di un chiarimento ai margini del testo giuridico, realizzate dai maestri, venivano poi utilizzate dagli allievi che a loro volta le integravano, talvolta aggiungendo ad esse nuove conclusioni. Ben presto prese forma una scienza giuridica in continua espansione e perfezionamento.

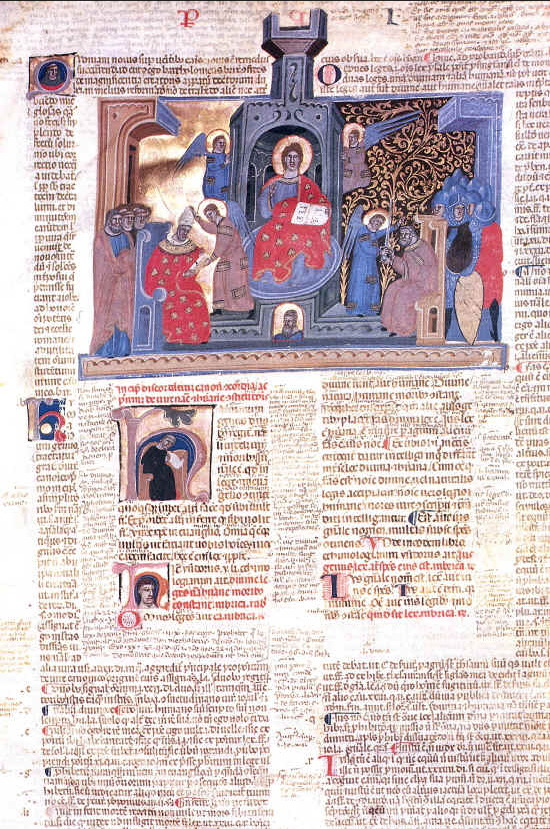
Pagina del Decretum di Graziano

La riscoperta del diritto romano ebbe ripercussioni anche sul diritto della Chiesa cattolica, già parzialmente influenzato dalla riforma dell'XI secolo e dalle vicende legate alla lotta per le investiture, che volle dotarsi essa stessa di un sistema di qualità pari a quello che si stava sviluppando nelle scuole laiche. Intorno al 1140 Graziano, probabilmente un monaco originario dell'Umbria e operante anch'egli a Bologna, portò a termine una poderosa compilazione in cui riunì quasi 4 000 scritti che andavano dai testi dei padri della Chiesa, ai canoni dei grandi concili e sinodi locali, ai documenti prodotti dai vari pontefici. Largo spazio trovò la produzione di Sant'Agostino e di papa Gregorio Magno, prendendosi in considerazione anche passi tratti da testi di diritto romano secolari senza tralasciare i documenti approntati durante e subito dopo il pontificato di papa Gregorio VII per fondare il primato papale nella Chiesa. Sebbene il decretum non fosse mai stato riconosciuto ufficialmente dalla Chiesa, esso contribuì enormemente alla successiva produzione giuridica, similmente a quello che avvenne con i glossatori di Bologna. I più grandi giuristi che contribuirono a questa "età classica del diritto canonico" furono, tra gli altri, Uguccione da Pisa e Giovanni Teutonico, che realizzò la glossa ordinaria al lavoro di Graziano, successivamente corretta e ampliata da Bartolomeo da Brescia.

## Traduzioni

### Un contributo decisivo alla conoscenza

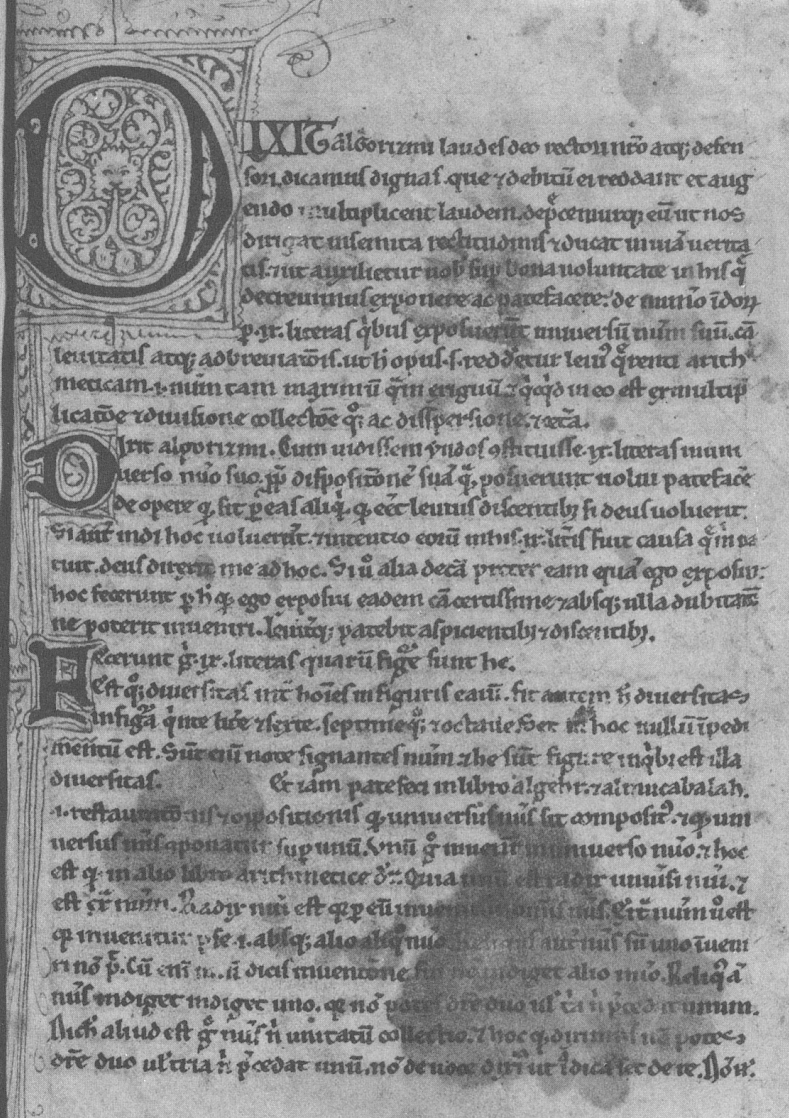
Pagina tratta da Algoritmi de numero Indorum di Al-Khwarizmi, traduzione latina che inizia con le parole "Dixit Algorizmi"

Il movimento di rinascita culturale del XII secolo è permeato dalla ricerca di nuovi saperi da parte degli uomini di cultura europei. Prima di questa epoca, l'insegnamento e lo studio erano limitati dall'esiguo numero di testi a disposizione, una situazione aggravata dalla completa scomparsa della conoscenza del greco antico in Occidente, la lingua in cui la maggior parte dei libri antichi sopravvissuti erano scritti. A partire dal questo secolo si assistette a uno sostanziale incremento, in particolare nel sud dell'Italia e nella Spagna musulmana, delle traduzioni che giocò un ruolo fondamentale nella ripresa dell'attività intellettuale in tutto l'Occidente, soprattutto per quanto riguarda la filosofia, le scienze del quadrivio, l'astrologia e la medicina.
In questo modo, il mondo occidentale poté dotarsi di opere essenziali, come i testi di Euclide (matematica), di Claudio Tolomeo (astronomia), di Ippocrate e Galeno (medicina), oltre che dei classici di Aristotele e Platone (fisica, logica, etica). Per lo sviluppo del pensiero si dimostrò fondamentale l'insegnamento della logica e in particolare la riscoperta ella logica aristotelica (Organon, Topica, Sophistical Refutations) che completò i testi conosciuti da Boezio. A tali traduzioni dei testi classici si aggiunse l'importantissimo contributo proveniente dal mondo musulmano, in particolare dagli studi di al-Khwarizmi e al-Battani per quanto riguarda la matematica, Rhazes per la medicina, Avicenna per la medicina e la filosofia, al-Kindi e al-Farabi per la filosofia. D'altra parte, l'impatto risultò più debole sulla grammatica e sulla retorica, sul diritto, sull'esegesi e, infine, sulla teologia, essendo piuttosto rare le traduzioni di testi religiosi come quelle della Bibbia o dei Padri della chiesa. Le traduzioni del Corano e del Talmud vennero accompagnate da non poche controversie.

### Due casi: Italia e Spagna
In Italia si assistette a un fiorire di traduzioni dal greco e la Sicilia fu uno dei centri più importanti in cui si concentrò l'attività, in particolare grazie a due funzionari di corte, Enrico Aristippo e Eugenio di Palermo. Nel continente, invece, Giacomo da Venezia fu autore di numerose traduzioni ma insieme a lui se ne possono ricordare molti altri degni di nota, come Burgundio Pisano, Mosè del Brolo e Leone Toscano (che inizialmente lavorò a lungo a Bisanzio) e altri di cui non si conserva il nome.
In Spagna, dove le traduzioni dall'arabo furono preponderanti, i traduttori furono spesso ebrei convertiti, come l'aragonese Pietro Alfonsi, Ugo di Santalla e Giovanni di Siviglia, o cristiani come Domenico Gundisalvo e gli italiani Platone da Tivoli e Gerardo da Cremona, la cui prolifica produzione fu possibile grazie all'organizzazione di un vero e proprio laboratorio di traduttori; a tali attività contribuirono anche studiosi provenienti da regioni più lontane, fu il caso di Roberto di Chester o Ermanno di Carinzia.
Inoltre, gli storici del XIX secolo hanno ipotizzato che l'arcivescovo Raimondo di Toledo (1125-1152) avesse fondato una scuola di traduzione formale, anche se nessun elemento concreto ha potuto supportare tale teoria, con l'eccezione della dimostrazione che nella "Scuola di Toledo" vi fossero più traduttori rispetto ad altre regioni. Una delle più importanti imprese di traduzione conosciute fu quella del Corano (Lex Mahumet pseudoprophete) caldeggiata dall'abate di Cluny Pietro il Venerabile, che la commissionò nel 1142 a Roberto di Chester, Ermanno di Carinzia, Pietro di Toledo, Pietro di Poitiers e a un musulmano conosciuto solo come "Mohammed".
Vi furono anche dei traduttori itineranti, dunque meno facilmente riconducibili a una precisa regione geografica. Tra questi si ricorda in particolare Adelardo di Bath, uno dei rari traduttori insieme a Domenico Gundisalvo, ad aver veramente portato a termine il proprio lavoro di traduzione dopo aver appreso e assimilato le opere originali. Va infatti sottolineato che generalmente i traduttori erano specializzati esclusivamente in questa attività e non si preoccuparono di studiare realmente la materia prima di iniziare una traduzione.

## Istruzione nel XII secolo

### Crisi delle scuole carolinge e diffidenza della Chiesa
Una profonda crisi dell'attività di insegnamento, conseguente ai vari mutamenti intercorsi, durante il XII secolo condusse ad un allontanamento dal modello scolastico ereditato dall'epoca carolingia. La Chiesa, impegnata nel suo sforzo riformista, diffidò della cultura classica e del successo ottenuto da alcuni insegnanti.
Pertanto andarono a moltiplicarsi i testi avversi agli antichi autori classici. Rodolfo il Glabro racconta come Virgilio, Orazio e Giovenale apparissero a un certo Vilgardus, grammatico ravennate, nelle vesti di demoni. La vita di Poppone di Stablo mette in relazione l'aspetto simile degli eroi virgiliani, tra cui Enea e Turno, a un giovane monaco. Otlone di Sant'Emmerano compose un Liber proverbiorum (libro di proverbi) con l'intenzione di sostituire i proverbi pagani, come quelli di Seneca, Aviano o Dionisio Catone, con equivalenti cristiani. Otlone fu anche autore di un preambolo a un trattato teologico contro gli eccessi dei dialettici, accusati di affidarsi più spesso a Boezio rispetto alla Sacra Scrittura. Pier Damiani seguì un ragionamento analogo nonostante si fosse formato nelle arti liberali e nel diritto presso le scuole di Faenza e Parma, arrivando perfino ad annoverare tali discipline tra le cattive materie; egli, inoltre, rifiutò autori quali Platone, Pitagora, Nicomaco, Euclide e tutti i retorici, affermando che Cristo fosse la sua unica grammatica: «che la semplicità del Cristo mi istruisca e possa la vera miseria rustica dei saggi liberarmi dalle catene del dubbio». I maestri, retorici e dialettici, contrastati da tali scritti furono in particolare quelli provenienti delle scuole urbane dove nacquero le eresie. L'insegnamento di Berengario di Tours, che intendeva spiegare dialetticamente il mistero dell'Eucaristia negandone la «presenza reale», scosse le scuole occidentali.
Di fronte a ciò, a partire dal pontificato di papa Leone IX la riforma della chiesa mirò a riconquistare il controllo delle scuole, cosa che avvenne soprattutto con il concilio di Roma del 1079 con cui la direzione degli studi venne affidata ai vescovi privilegiando la conoscenza delle Scritture. In questo modo si assistette a una vera e propria frattura tra i monasteri e le scuole: gli oblati scomparvero e le nuove fondazioni monastiche (cluniacensi, cistercensi, grandmontini) non accettarono più i fanciulli. Anche Cluny inizialmente limitò gli oblati a sei unità, prima di chiedere un'età maggiore ai vent'anni per essere ammessi nel monastero. L'attività monastica si rifocalizzò sulla preghiera abbandonando l'attività di insegnamento che venne lasciata alle scuole urbane.

### L'ascesa delle scuole urbane
Citando le parole di Jacques Verger, nel XII secolo si assistette a una vera e propria "rivoluzione della scuola" riconosciuta già dagli stessi contemporanei. Guiberto di Nogent, quando nel 1115 racconta della sua giovinezza (quindi degli anni intorno al 1065), evoca la dimensione quantitativa e qualitativa di questa rivoluzione: «Un tempo, e anche ancora nella mia giovinezza, c'erano così pochi maestri che difficilmente si trovava una scuola fuori dalla città e raramente nelle città; e quando se ne trovavano, la loro preparazione era così scarsa che non possiamo nemmeno paragonarla a quella dei giovani chierici erranti di oggi». In primo luogo, la crescita del numero delle strutture scolastiche urbane è stato ampiamente studiato dalla storiografia inerente al rinascimento del XII secolo, deriva da vari cambiamenti già noti: la crescita urbana, una maggiore mobilità, la diversificazione sociale, la rinascita politica, la riforma della Chiesa, il rinnovamento dell'episcopato, il movimento canonico. Si assistette alla moltiplicazione delle scuole cattedrali, a cui si aggiunsero le scuole delle comunità canoniche come quella dell'abbazia di San Vittore di Parigi o di Saint-Ruf in Provenza, nonché alcune scuole private gestite da un insegnante che si faceva pagare per le sue lezioni, grazie alla sua reputazione.

#### Diffusione geografiche delle scuole

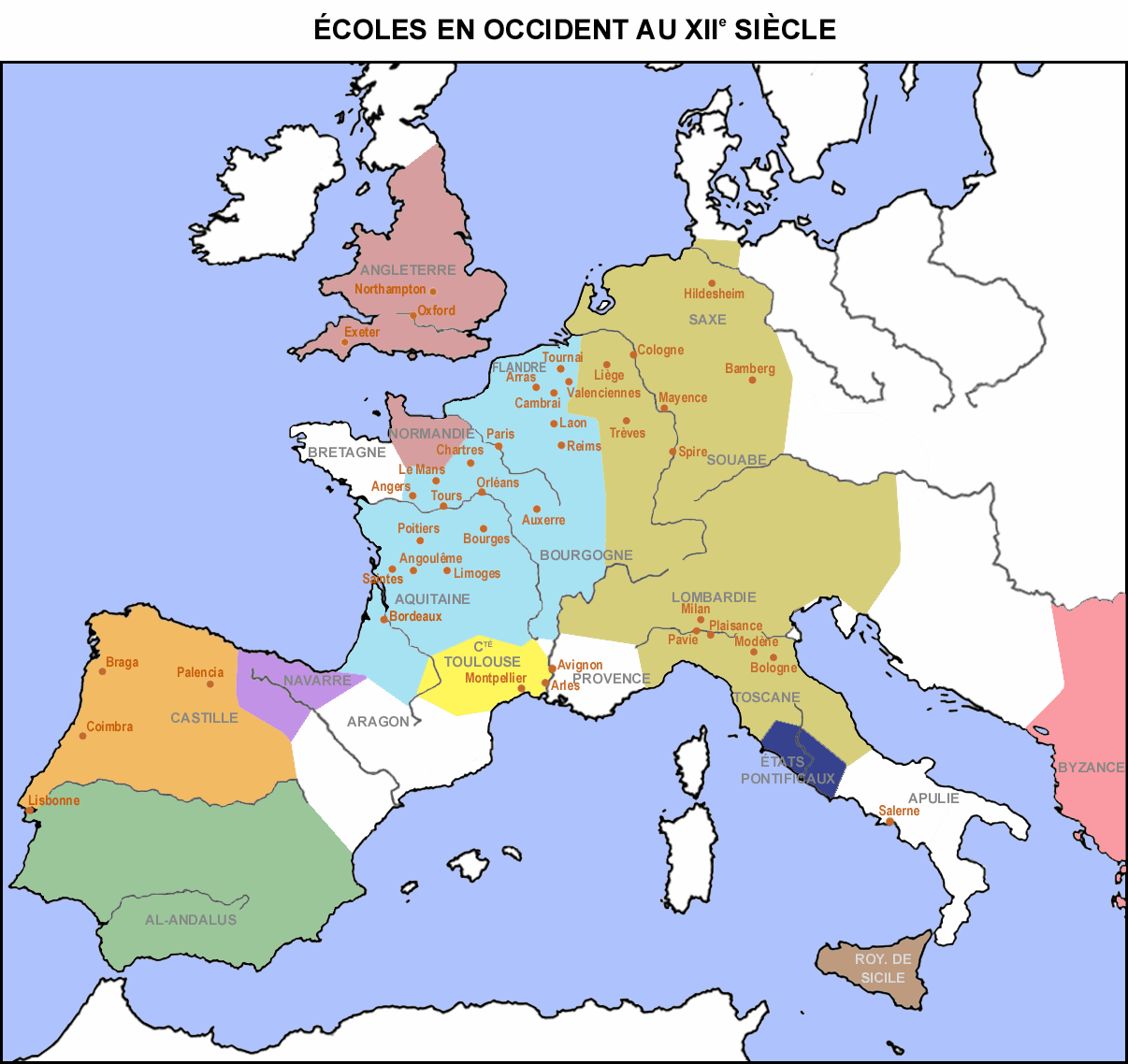
Principali scuole nell'Europa del XII secolo

Non vi è una conoscenza omogenea della diffusione geografica della nascita delle scuole del XII secolo; le manifestazioni di questo fenomeno appaiono maggiormente chiare in alcune regioni, in particolare per quelle del nord della Francia, rispetto ad altre. Sappiamo che agli inizi del 1200 tra le scuole più rinomate vi fu quella di Laon, fondata nel 1089 da Anselmo, un allievo di Anselmo d'Aosta. Nato intorno al 1055, Anselmo di Laon raggiunse il successo come maestro grazie ai suoi insegnamenti basati sull'esegesi che attirarono presso di lui molti allievi tra cui Guglielmo di Champeaux, Alberico di Reims, Matteo di Albano e lo stesso Pietro Abelardo che si vanterà successivamente di aver superato il maestro nella sua Storie delle mie disgrazie. Alla morte di Anselmo, avvenuta nel 1117, la scuola proseguì sotto la direzione del fratello Raoul. Molti studiosi del tempo resero omaggi ai due fratelli, tra i quali Giovanni di Salisbury che li descrisse come «due fratelli, luce abbagliante della Gallia, gloria di Laon, il cui ricordo è nella gioia e nella benedizione, che nessuno ha criticato impunemente, e che dispiaceva solo agli eretici o a coloro che erano avvolti in turpitudini vergognose».
Anche Parigi godette di una prestigiosa fama nell'ambiente culturale del tempo, collezionando elogi grazie alle sue numerose scuole, come quella della cattedrale di Notre-Dame, ma anche quella di San Vittore, fondata da Guglielmo di Champeaux nel 1108, e da altre private, in particolare quelle sorte sul monte di Santa Genoveffa e quelle aperte da Abelardo intorno al 1110-1112 e poi nel 1130. Giovanni di Salisbury le frequenta nel 1136 (un anno dopo la morte di Enrico I d'Inghilterra) e parla di «palazzo peripatetico» (peripateticum palatinum), riferendosi ad Abelardo con un gioco di parole (basato sul nome della città natale, Le Pallet, di Abelardo).
La terza principale scuola francese fu Chartres, fondata da Fulberto all'inizio dell'XI secolo, crebbe grazie agli sforzi di Ivo di Chartres (vescovo tra il 1090 e il 1115) e Goffredo di Lèves (vescovo tra il 1115 e il 1149), che la posero sotto l'autorità di un cancelliere scelto tra i canonici. Secondo lo storico Jacques Le Goff, Chartres fu un «grande centro scientifico del secolo», in particolare grazie a Bernardo di Chartres, la cui vita è conosciuta principalmente attraverso la testimonianza del suo allievo Giovanni di Salisbury. Dal 1112 Bernardo fu maestro e dal 1124 cancelliere, due anni prima della sua probabile morte. A lui succedette Gilberto Porretano (1126-1140) e a sua volta Teodorico di Chartres lo sostituì come cancelliere nel 1141, carica che antenne fino alla sua morte avvenuta intorno al 1150. Questi tre letterati instillarono nella scuola di Chartres il suo spirito particolare.

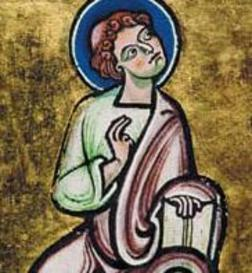
Ivo di Chartres in una miniatura dell'XI secolo

Si conoscono altre scuole minori presenti in Francia centrale a ovest di Orléans, dove probabilmente insegnarono Ugo Primate, Arnoldo di Saint-Euverte e Bernardo di Meung, che insegnò l'Ars dictandi. Ad Angers sappiamo che vi insegnarono Marbodo di Rennes e Ulgero, a Tours insegnò Berengario di Tours e Baudri de Bourgueil a cui si unì Bernardo Silvestre, a Poitiers vi furono Arnoldo e Pietro Elia, a Le Mans Ildeberto di Lavardin e il suo discepolo Guy d'Étampes, nel nord a Reims Bruno di Colonia insegnò lì prima di fondare la Grande Chartreuse così come Goffredo di Reims e Alberico di Reims. Ulteriori scuole nacquero a Cambrai, Valenciennes, Arras, Tournai e, infine, a Auxerre. Il movimento si diffuse successivamente anche verso l'Impero: Liegi, Colonia, Treviri, Magonza, Spira (un maestro, tale Andrea, viene citato in un documento del 1182) e anche in Franconia e in Sassonia (Bamberga e Hildesheim).
L'Italia, soprattutto al nord, è famosa per le sue scuole di diritto che attirano studenti provenienti anche da molto lontano. La più celebre fu, senza dubbio, la scuola bolognese dei glossatori, che ebbe origine dall'attività di Irnerio dell'inizio del XII secolo e da quella, ancora precedente di un certo Pepo che insegnò nella seconda metà del secolo precedente. Altre importanti scuole proliferarono a Milano, a Piacenza, a Pavia e a Modena. Nell'Italia meridionale, la scuola di Salerno poté beneficiare della traduzioni dal greco e dall'arabo, affermandosi come il principale centro per l'insegnamento della medicina in Occidente. Queste scuole influenzarono la Provenza, la Linguadoca e persino la Catalogna: si hanno, infatti, testimonianze di lezioni di diritto ad Arles e ad Avignone, di medicina a Montpellier. Alcune scuole, infine, nacquero anche in Aquitania (Saintes, Angoulême, Limoges, Bourges, Bordeaux) e nel nord della Spagna (Braga, Coimbra, Lisbona e Palencia, dove alla fine del secolo studiò Domenico di Guzmán.
In Inghilterra, infine, le principali scuole conosciute furono a Oxford, dove insegnò Teobaldo di Etampes e, alla fine del secolo, Alexander Neckam e Giraldo Cambrense, così come a Exeter, dove si poterono assistere alle lezioni di Robert Pullen e a Northampton dove fu maestro Goffredo di Vinsauf.

### I protagonisti

#### Insegnanti

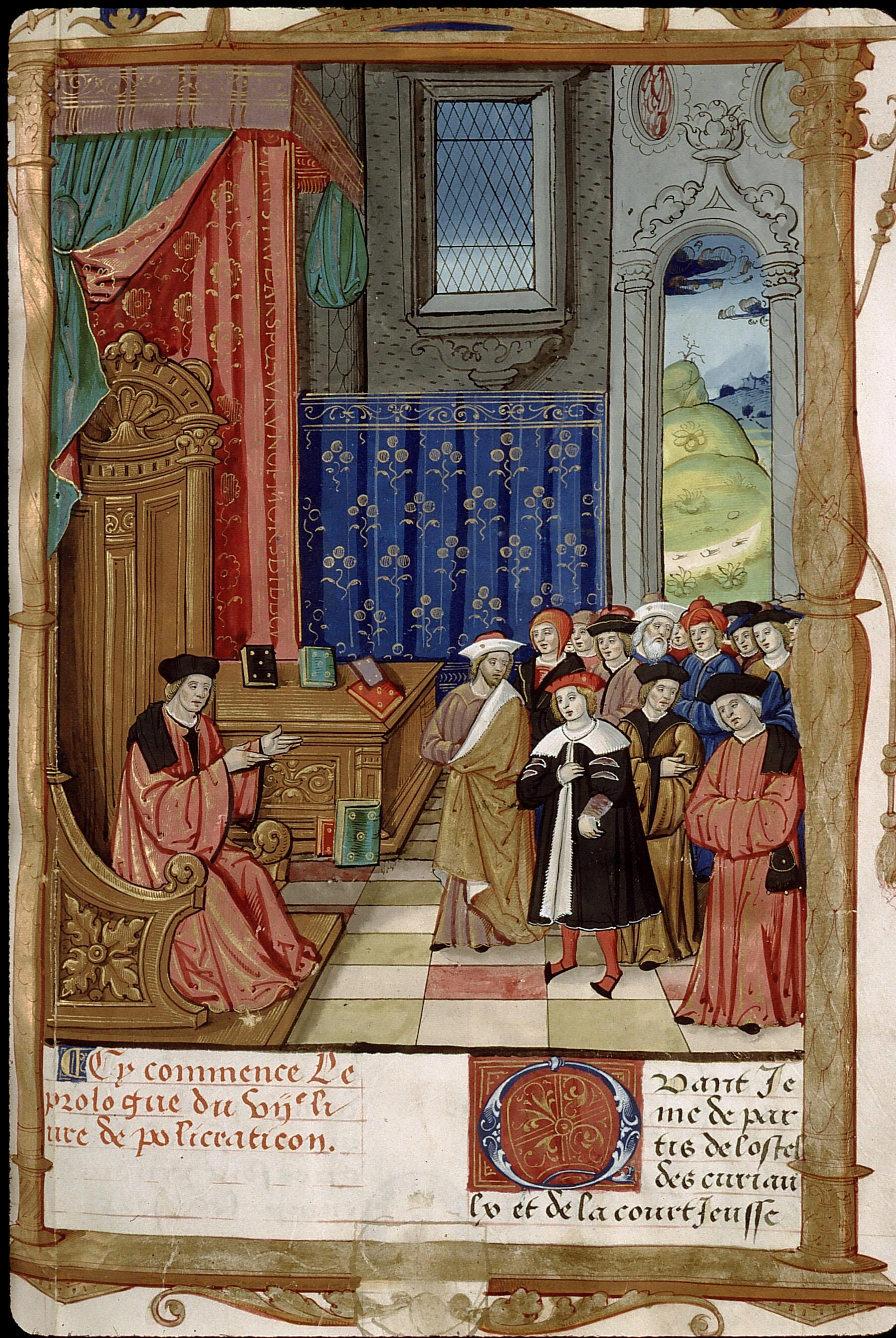
Giovanni di Salisbury insegna filosofia

Numerose fonti permettono di avere una comprensione di massima dell'organizzazione delle scuole urbane, tuttavia alcuni aspetti del loro funzionamento rimangono sconosciuti. La cattedrale e le scuole canoniche erano poste sotto l'autorità del vescovo o dell'abate, rappresentato da un dignitario del capitolo, lo scolasticus, assistito da altri maestri. Alla fine del XII secolo il papato dette inizio a una prima organizzazione attraverso l'introduzione della licentia docendi, un'autorizzazione a insegnare concessa dal vescovo o da un suo rappresentante, a chiunque desiderasse intraprendere tale attività. Il Concilio Lateranense III generalizzò questo sistema nel 1179 questo sistema, il cui effetto reale dovette tuttavia risultare modesto poiché non si applicava all'insegnamento del diritto e della medicina. Le scuole del XII secolo non mostrano alcun sistema di gradi: sembra che i vari titoli che andavano a diffondersi (magister, doctor,...) non richiedessero alcun requisito o formalità specifica (durata degli studi, conoscenze richieste, età minima, esami standardizzati): per queste pratiche si dovette attendere allo sviluppo delle università medievali nel secolo successivo.
L'affermazione del maestro come un'autorità riconosciuta e come posizione sociale distinta fu comunque uno dei caratteri del rinascimento del XII secolo. In particolare, da questo momento in avanti, chi praticava l'insegnamento iniziò a guadagnarsi da vivere grazie a tale attività, come ben testimoniarono Giovanni da Salisbury o Pietro Abelardo con quest'ultimo che descrisse come la povertà lo aveva portato a passare «dal lavoro manuale alla professione linguistica» con gli allievi che provvedevano ai suoi bisogni. Lo stesso Abelardo ammise anche di aver creato la sua scuola «per guadagnare denaro» (ad lucrandam pecuniam). Come in ogni gruppo sociale, i conflitti furono frequenti (si ricorda, ad esempio, quelli intercorsi tra Abelardo e Guglielmo di Champeaux), ma la consapevolezza del loro ruolo si rifletté sull'ideazione di una figura del "scolastico". Anche Giovanni di Salisbury non esitò a criticare alcuni colleghi, accusando un certo Sertorio di rispondere solo al richiamo del guadagno. Citando le Scritture, Guglielmo di Conches accusa la consuetudine di maestri eccessivamente indulgenti: «Ci viene infatti ripetutamente detto: verrà il tempo in cui gli uomini non sopporteranno più la sana dottrina, ma secondo le loro passioni e le loro orecchie pruriginose, si daranno molti padroni. Quale libertà di mantenere gli studi è davvero possibile sperare, quando conosciamo insegnanti che adulano i loro studenti, discepoli che giudicano i loro insegnanti e li costringono a parlare e tacere? Vediamo i padroni paurosi, con voci carezzevoli e sorrisi; e se vuole mantenere l'appropriata severità, il padrone è fuggito dai cortigiani come se avesse perso il senno, ed è qualificato come crudele e disumano». Nonostante tutto ciò, i maestri ebbero durante il XII secolo una vera e propria promozione sociale che li portò a essere riconosciuti come una élite da parte della Chiesa: Robert Pullen divenne cardinale, Robèrto di Melun vescovo di Hereford, Gilbert de la Porrée vescovo di Poitiers, Pietro Lombardo vescovo di Parigi, Giovanni da Salisbury vescovo di Chartres. Degli undici maestri d'arte individuati a Parigi tra il 1179 e il 1215, quattro divennero cardinali, vescovi o abati; su ventiquattro maestri in teologia, nove.

#### Studenti

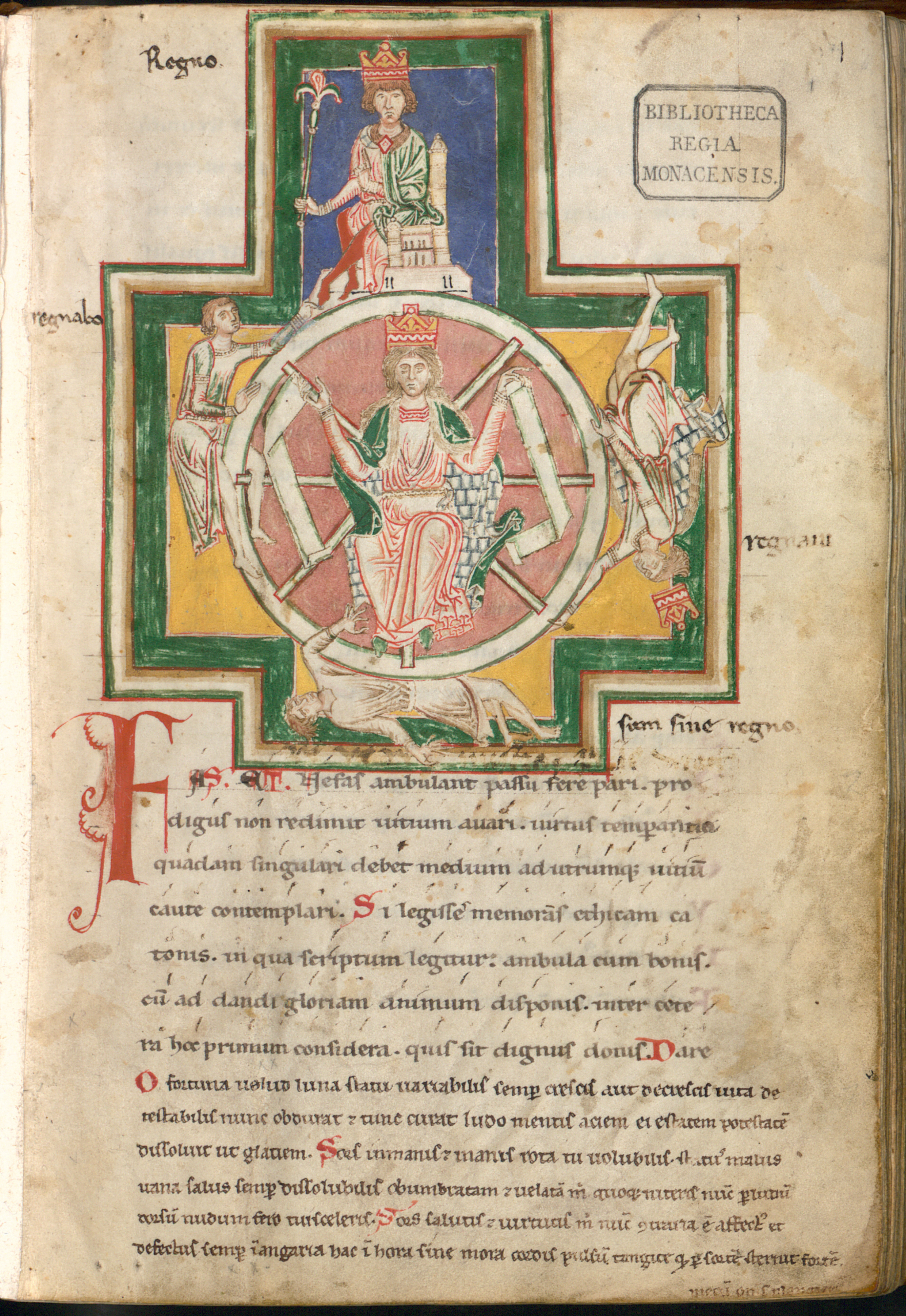
Una pagina miniata dei Carmina Burana un esempio di produzione goliardica

Gli studenti facevano parte dello stesso mondo dei maestri, anche se per i primi alcune difficoltà potevano assumere un significato maggiormente preoccupante, come quelle relative al fabbisogno di denaro o del reperimento di una alloggio. Solo alla fine del secolo iniziarono a comparire in Francia i primi collegi per studenti indigenti. La mancanza di sufficiente denaro spinse spesso alcuni studenti ad abbreviare il proprio ciclo di studi e, di conseguenze, ai maestri di insegnare più velocemente, una tendenza negativa denunciata da Giovanni di Salisbury nel Metalogicon. Al contrario, Giovanni critica anche gli Academici che dedicavano tutta la loro vita alla dialettica: «così diventano vecchi con giochi infantili, scrutano ogni sillaba e anche ogni lettera di tutto ciò che è stato detto o scritto, dubitano di tutto, si chiedono sempre, ma non riescono mai a sapere niente». Altri studenti, infine, diventarono erranti (i clerici vagantes) e provocatori, come i celebri, tanto quanto misterioso, goliardi di cui si conoscono canti, parodie liturgiche (Carmina Burana) e poesie provocatorie.
Tuttavia, bisogna rilevare che molti altri studenti si applicarono seriamente nella loro formazione, similmente al ritratto ideale proposto da Ugo di San Vittore:
L'appartenenza di molti ex studenti alle elite sociali e intellettuali fu una realtà simbolicamente dimostrata dagli ultimi due papi del XII secolo: Celestino III (1191-1198) e Innocenzo III (1198-1216), entrambi in passato studenti delle scuole teologiche di Parigi, senza dimenticare che in esse si formarono anche diverse personalità dell'amministrazione della curia romana.

### Le discipline
I tre principali trattati teorici, il Didascalicon di Ugo di San Vittore (scritto tra il 1130 e il 1140), l'Heptateuchon di Teodorico di Chartres (intorno al 1140) e il Metalogicon di Giovanni di Salisbury (completato nel 1159), sono le fonti più preziose per conoscere i programmi degli insegnamenti del tempo, sebbene la portata concreta di alcuni aspetti debba essere messa nella giusta prospettiva.

#### Le arti liberali
Le sette arti liberali rimasero l'istruzione di base e non sorprende vederle presentate con cura dai trattati, in particolare nell'Heptateucon.

##### Iltrivio

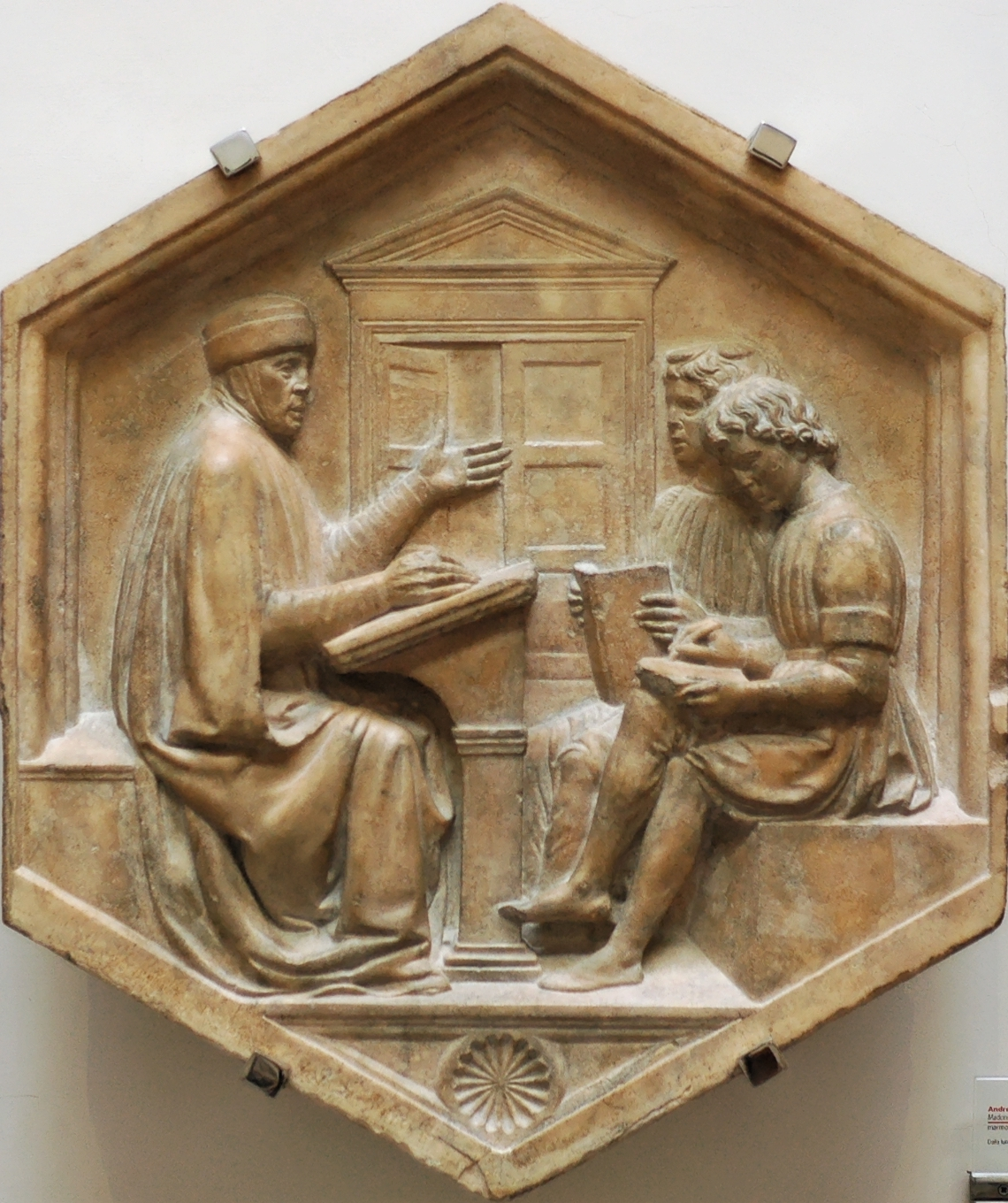
Prisciano o la Grammatica, formella del Campanile di Giotto, Luca della Robbia. La grammatica era una delle materie del trivio

Giovanni di Salisbury insiste specificamente sulla necessità di insegnare la grammatica, alla quale dedicò lunghe dissertazioni, vedendo in essa «l'infermiera di tutta la filosofia e l'infermiera di tutti gli studi letterati» Le opere utilizzate nello studio rimasero quelle di Elio Donato, Prisciano di Cesarea, Servio Mario Onorato oltre a quelle di vari autori classici come Svetonio, Cicerone, Seneca, Orazio, Giovenale, Ovidio utilizzati come esempi, soprattutto grazie ai florilegium come l'Ars lectoria di Americo di Gatino della fine dell'XI secolo o l'Accessus ad auctores di Corrado di Hirschau.
Le altre due arti del trivio vennero interessate da una duplice evoluzione. In primo luogo, nel corso del secolo, si sviluppò in modo particolare l'insegnamento della logica, sempre più direttamente legata alla grammatica. Questo fenomeno derivò in particolare dal "platonismo grammaticale" di cui Bernardo di Chartres e i maestri di Chartres furono i più importanti rappresentanti.
Nell'Heptateucon di Teodorico di Chartres, la dialettica venne considerata come una disciplina in grado di dare risalto alla retorica nel trivio e Abelardo la indicò come il metodo essenziale nella lettura di tutti i testi, in particolare nel suo Sic et non in cui cercò di risolvere con atteggiamento critico le opposizioni tra i Padri della Chiesa. La filosofia scolastica, nata nel XIII secolo, aderì a questo nuovo atteggiamento conferendo alla lectio una prosecuzione critica, la futura disputa. A tal proposito possiamo già vedere Bernardo di Chartres che indirizzò le sue lezioni in tal senso, almeno se dobbiamo credere alla descrizione riportata da Giovanni di Salisbury:
(Metalogicon, Libro I, capitolo 24)
La seconda evoluzione si incentrò nella trasformazione della retorica in ars dictandi, iniziata alla fine dell'XI secolo a seguito dei trattati di Alberico di Montecassino (Ars dictandi, Libri rhetorici) e sviluppata successivamente a Bologna da Adalberto di Samaria (Precepta dictaminum, intorno al 1115), e poi ancora a Orléans. Altri trattati comparabili furono il Libellus de arte dictandi (attribuito, ma senza certezza, a Pierre de Blois). L'ars dictaminis spostò così la retorica verso l'apprendimento della scrittura di attiamministrativi e l'importanza dell'Italia in questo movimento fu correlata all'insegnamento del diritto.

##### Ilquadrivio

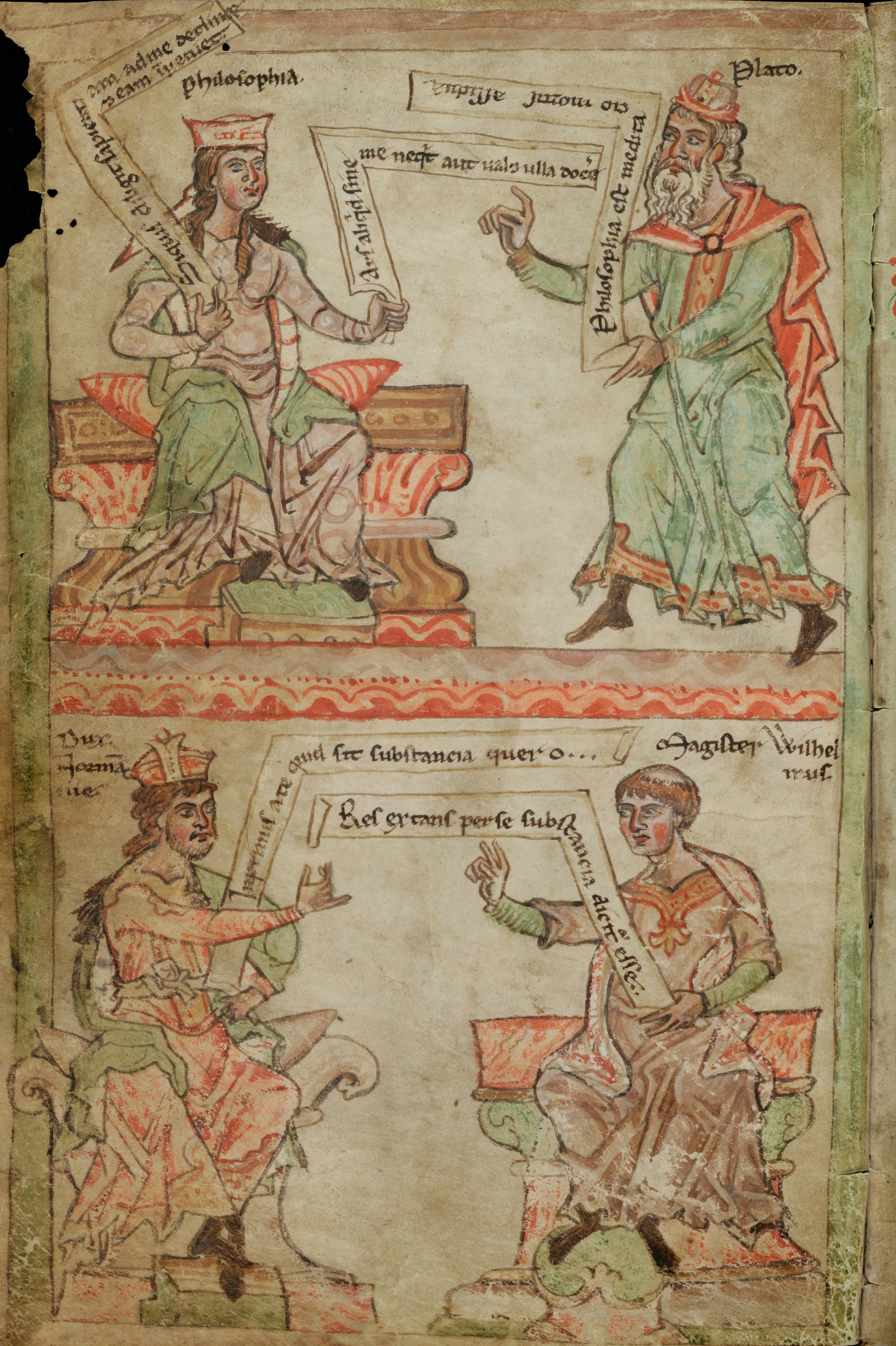
Frontespizio del Dragmaticon. In alto: la Filosofia a colloquio con Platone; in basso: Goffredo V d'Angiò con Guglielmo di Conches. Biblioteca della Fondazione Martin Bodmer

Nel XII secolo il quadrivio attraversò un periodo caratterizzato da una nuova dinamica, una situazione testimoniata da Ugo di San Vittore:
(Didascalicon, Libro III, capitolo 3.)
Questa fervida curiosità fu sostenuta anche dall'aristocrazia laica, come dimostra ad esempio ii programma di astronomia contenuto nel Libro de' sette savi, i trattati composti in lingua volgare da Filippo di Thaon per la moglie di Enrico I d'Inghilterra Adeliza di Lovanio, e il Dragmaticon di Guglielmo di Conches composto sotto forma di dialogo tra l'autore stesso e il duca di Normandia Goffredo V d'Angiò.
I maestri di Chartres svolsero un ruolo particolare in questo movimento scientifico, basandosi principalmente sul Timeo (l'unico testo platonico ben noto) e sui testi neoplatonici della fine dell'antichità (Ambrogio Teodosio Macrobio, Marziano Capella, Boezio). Guglielmo di Conches, che fu un allievo di Bernardo di Chartres, attaccò nella prefazione del De filosofia mundi coloro che omettono l'insegnamento scientifico sostenendo che la conoscenza della natura è necessaria per ciò che Jacques Le Goff chiama lo "spirito di Chartres". Teodorico di Chartres menziona nell'Heptateucon le traduzioni dei trattati di Gaio Giulio Igino e Claudio Tolomeo (Almagesto) come le principali fonti scientifiche.
Ma soprattutto dobbiamo tener conto dell'impatto delle traduzioni dal greco e dall'arabo, che permisero di importare nell'Europa occidentale testi scientifici, soprattutto di astronomia, di primaria importanza. Anche la pressione portatata di questa novità (e della rinascita dell'aristotelismo) sembra aver avuto un ruolo fondamentale nel declino della scuola platonica di Chartres. Possiamo anche citare, fuori Chartres, Adelardo di Bath, uno dei principali pensatori politici dell'epoca grazie alle sue Naturales quaestiones. Lo stesso Adelardo fu un importante traduttore.

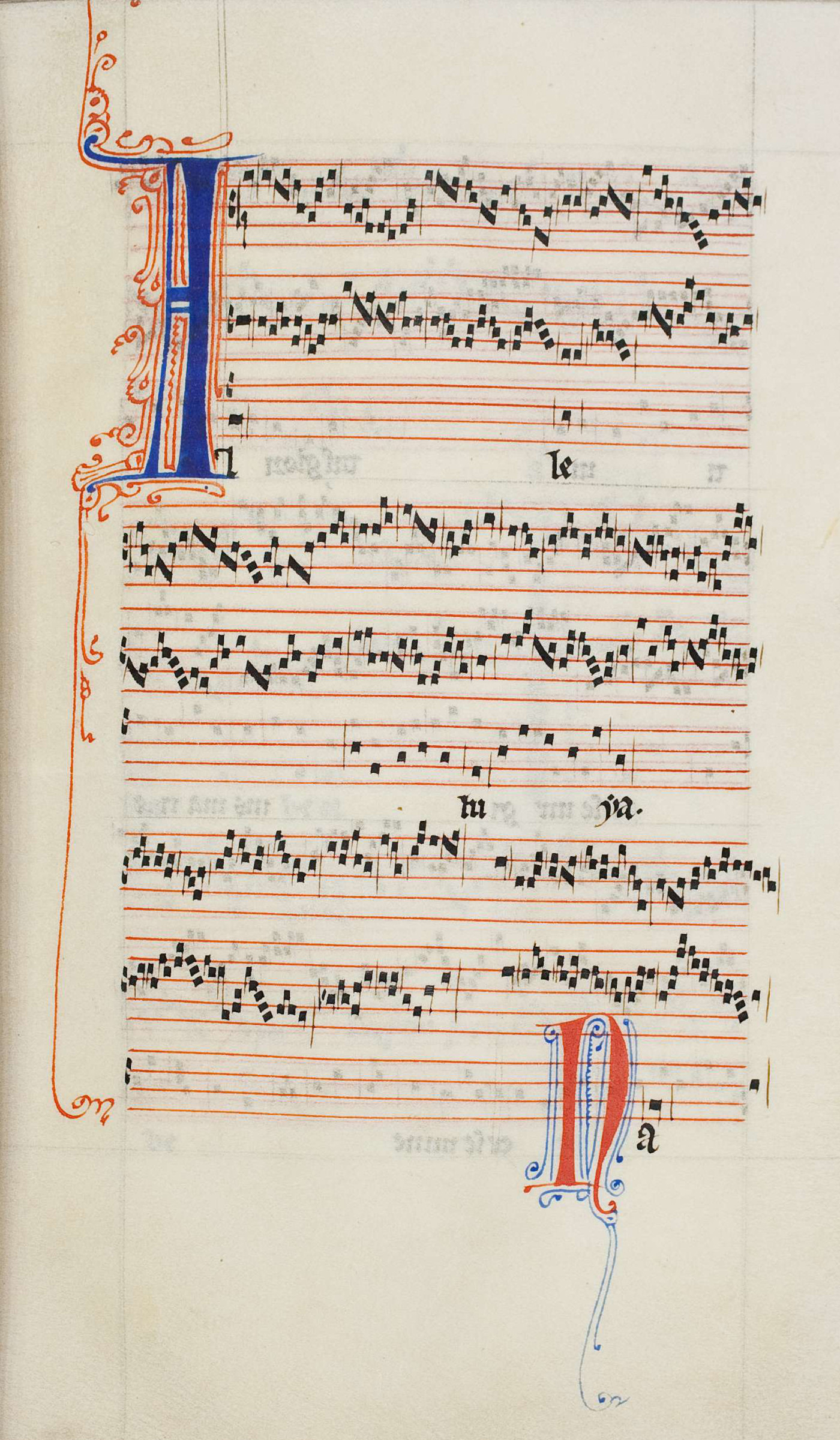
Una pagina della partitura di Alleluia nativitas di Pérotin

Infine la musica, la quarta arte del quadrivio, rimase essenzialmente basata sui lavori di Severino Boezio (con alcuni contributi più recenti come quelli proposti da Guido d'Arezzo) ma andò incontro ad un deciso progresso nei monasteri e nelle scuole cattedrali come pratica artistica autonoma e non più come disciplina teorica compresa nell'apprendimento aritmetico. Vediamo così una successione di diversi maestri parigini grazie ai quali si sviluppò la polifonia: Albertus Parisiensis poi Léonin e Pérotin.

#### Teologia
Nonostante la crescente autonomia della dialettica, la scienza religiosa, vale a dire, almeno in questo momento, lo studio dei testi sacri in particolare, rimase l'unico sbocco normale per lo studio delle arti liberali. Abelardo, la cui opera logica è la più nota, asserisce nella sua Introductio ad theologiam (o Theologia scholarium): «Se è lecito ai fedeli leggere i trattati sulle arti liberali e i libri dei gentili, è così che conoscendo i generi della frase e del discorso, e le modalità di argomentazione, o le cose della natura, siamo in grado di raggiungere e comprendere la comprensione delle Sacre Scritture, e tutto ciò che riguarda la difesa e il contributo alla verità».

##### Esegesi

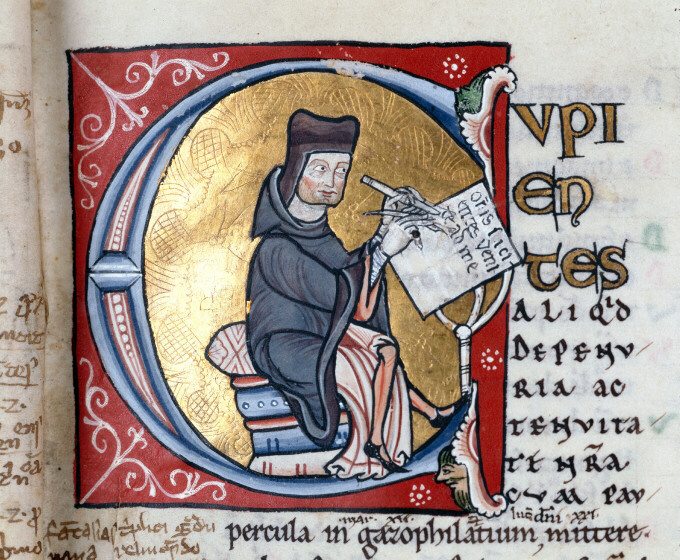
Pietro Lombardo rappresentato in una miniatura a decorazione di una littera notabilior di un manoscritto

Le scuole teologiche del XII secolo si focalizzavano sull'esegesi; Parigi fu il centro degli studi biblici il che spiega il sentimento di santità talvolta lodato in alcune descrizioni della città. Lo studio della pagina sacra si basa su quattro strumenti: la storia, l'allegoria, la morale e l'anagogia. Una descrizione di tale approccio lo si può vedere in Pietro Cantore: «Gerusalemme, in senso storico, è una città; secondo l'allegoria, è la Chiesa; in senso tropologico, è l'anima che aspira alle cose celesti; secondo l'anagogia, è la vita degli esseri celesti che vedono Dio, il suo volto svelato. Questi quattro sensi sono i piedi della tavola del santuari». La scuola di Ugo di San Vittore fu in particolare un importante centro di studio biblico, Ugo concepì i suoi testi in questa prospettiva: il Didascalicon fu propedeutico a questo studio, svolto poi nel De sacramentis:
(De sacramentis, Prologo al Primo Libro)
Il lavoro di Ugo continuò nel Liber exceptiorum di Riccardo di San Vittore, con Andrea di San Vittore e, naturalmente, con Pietro Lombardo, formatosi egli stesso a San Vittore e poi nella scuola di Notre-Dame e che, come Anselmo di Laon, raggruppò le glosse in frasi adunate in quattro libri cronologici (I° la Divinità, II° la Creazione, III° l'Incarnazione e la Redenzione, IV° i sette sacramenti). I maestri parigini dell'esegesi della fine del secolo furono Pietro Comestore, che si limitò alla lettura storica nella sua Historia scolastica, il già citato Pietro Cantore che insegnò dal 1171 e il suo discepolo Stephen Langton maestro dal 1180.

### Nuove discipline: diritto e medicina

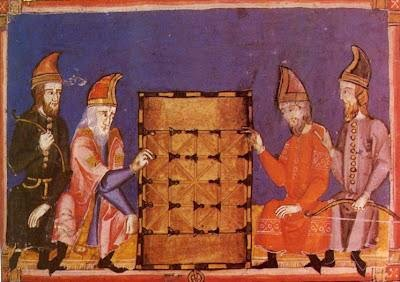
Glossatori. La scuola bolognese dei glossatori fu fondamentale per la riscoperta del corpus iuris civilis e per l'affermazione dell'insegnamento del diritto

L'ascesa dell'insegnamento delle discipline del diritto e della medicina avvenne in Italia; la penisola beneficiava, riguardo alla formazione giuridica, dell'eredità di Ravenna che andò ad essere riscoperta a Bologna, mentre le traduzioni dal greco e dall'arabo realizzate in Sicilia furono fondamentali perché si affermasse, in particolare a Salerno, la medicina. Queste discipline, tuttavia, ancora non riscossero una sufficiente considerazione a causa della loro indole secolare lontana dalla Chiesa la quale tentò di vietarne lo studio ai chierici.
Conosciamo i nomi dei grandi maestri della scuola bolognese, come Ugo da Bologna, autore del Rationes dictandi prosaice, o Adalberto di Samaria autore del Precepta dictaminum; questi due trattati di retorica di inizio secolo testimoniano il metodo utilizzato dai giuristi: come i dialettici, anche per loro fu attraverso la glossa che analizzarono i testi risolvendone le contraddizioni. Ma la base di formazione giuridica rinnovata si dovette soprattutto al decreto di Ivo di Chartres (fine dell'XI secolo e il famoso Decretum di Graziano. Bologna fu protagonista grazie alla sua scuola di glossatori e ai suoi giuristi più celebri come Martino Gosia, Bulgaro, Piacentino e Alberico di Porta Ravegnana, con tutta la loro produzione legale. Si ritiene che l'insegnamento del diritto giunse a Parigi da Bologna a seguito di un certo Albéric du Mont intorno al 1160. Ancora più a nord, Stefano di Tournai, egli stesso un eminente commentatore del Decretum, si lamentò con Innocenzo III per l'abuso dei nuovi testi (in particolare i decretali) letti nelle scuole e poi venduti nella sua città.
Nelle scuole di medicina a Salerno, la principale fonte utilizzata fu un corpo di testi greci e arabi successivamente chiamato Articella. Un'altra celebre scuola medica, quella di Montpellier, fu attiva principalmente dalla metà del secolo. L'insegnamento era diviso in due rami, uno teorico e l'altro pratico, con quest'ultimo che vide alla fine del secolo molti progressi grazie a diversi lavori. Tuttavia, gli studi medici godettero di scarsa considerazione tra gli studiosi, come si rileva nell'opinione che Giovanni di Salisbury manifesta nei confronti di questi falsi studiosi che popolano le corti in cerca di ricchezze:
(Metalogicon, Libro I, Capitolo IV)

### Metodi e strumenti di lavoro
Non vanno infine trascurate le questioni dell'organizzazione quotidiana e materiale delle scuole, riportate da alcune fonti come lo scolaro di Angers, Marbodo di Rennes, nella sua poesia Institutio pueri discipuli, in cui descrisse una ordinaria giornata: lectio fino alla quarta ora, poi pasto, riposo, ricreazione, meditatio (esercizio) registrata su tavolette, poi una nuova lectio prima di cena. Ugo di San Vittore descrisse anche una classe in cui si mescolavano età diverse, ciascuna impegnata in attività diverse: lettura, memorizzazione, scrittura, discussione, aritmetica, musica, astronomia e anatomia. Per Bernardo di Chartres era usuale tenere due lezioni quotidiane, al termine delle quali venivano frustati gli studenti peggiori. Infine, le Quaestiones, attribuite a Oddone di Soissons, mostrano anche due lezioni successive: prima una dimostrazione del maestro in cui veniva analizzato il testo e risolti gli aspetti più difficili, poi le domande degli studenti e il dialogo seguente.
Dal punto di vista materiale, le fonti riportano che gli strumenti a disposizione del maestro e dell'allievo furono, come nei secoli precedenti, soprattutto la tavoletta di cera e lo stilo. Si pose il problema della scrittura su pergamena: alcuni studenti adottarono infatti quaderni, ma sembra che fossero solamente una minoranza. Gli studenti dovettero anche fare una scelta tra i diversi libri a disposizione, che furono sempre di più. Infine, l'apprendimento meccanico fu reso più semplice mettendo tutte le materie in versi (storia, calcolo, grammatica, Bibbia), "versus memoriales" per facilitarne la recitazione e la memorizzazione. Possiamo in particolare citare il compendio versificato del maestro Roger Vacarius, a Oxford, e soprannominato liber pauperum, il libro dei poveri studenti.

## Il pensiero
L'attitudine dei letterati del XII secolo e il loro pensiero, è stato a volte confrontato con quello degli umanisti rinascimentali del XVI secolo, in particolare da Jacques Le Goff. Jacques Verger, da parte sua, ha sottolineato come la rinascita intellettuale abbia riunito i suoi protagonisti attorno a ideali culturali, paragonabili agli ideali della riforma della Chiesa.

### L'antico patrimonio
La prima manifestazione della "renovatio" del XII secolo, fu la riscoperta dei testi antichi, riscontrabile in tutti gli insegnamenti del tempo, e fornì ispirazione a molte opere letterarie, come le poesie elegiache di Baudri de Bourgueil (che si considerava discepolo di Publio Ovidio Nasone) e di Ildeberto di Lavardin, o i poemi epici che riscossero ampio successo, sia che si trattasse di riscritture di testi antichi (Roman de Thèbes, 1152; Roman de Troie, 1165 circa) che di nuove creazioni, come l'Alexandreis di Gualtiero di Châtillon. Si osserva anche come i più grandi studiosi dettero ai loro testi titoli dal suono greco (Metalogicon, Didascalicon), molto di più di un omaggio o di un'imitazione ma più un vero rinnovamento senza che vi fosse, per altro, l'idea di una rottura tra la tarda antichità e l'epoca contemporanea.
La certezza di un ritorno alla cultura latina non fu mai, quindi, perso: «Non si trattava quindi di resuscitare questo passato, ma semplicemente di ringiovanirlo, di riportarlo alla sua originaria freschezza (renovare) contro le forze di morte e distruzione scatenate dall'ignoranza e dal peccato». Chartres fu certamente uno dei centri più attivi di questa vivacità intellettuale.

### Lo "spirito" di Chartres
Nella scuola di Chartres fiorì un pensiero innovativo, alimentato dalla riscoperta del platonismo, che contribuì ad affermare la ricchezza dello "spirito di Chartres", come ha asserito lo storico Jacques Le Goff. Tale spirito derivò direttamente dal rigore grammaticale e dalla curiosità scientifica dell'insegnamento di Bernardo di Chartres, basato sugli studi antichi e le cui osservazioni su questo argomento, riportate da Giovanni da Salisbury, diventarono tra le più famose sulla storia intellettuale:
(Metalogicon, Libro III, capitolo 4)

### L'individuo e il "risveglio della coscienza"

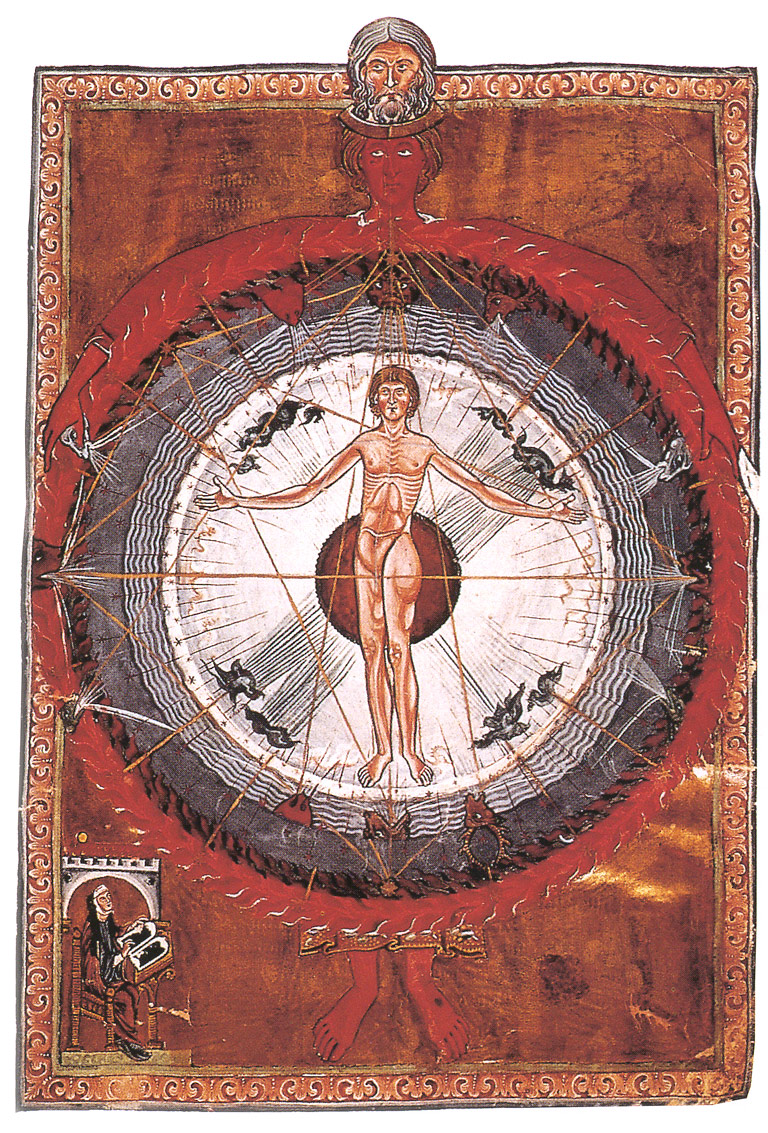
L'uomo-microcosmo dal Liber divinorum operum di Ildegarda di Bingen.

Talvolta, gli storici, hanno parlato di "umanesimo del XII secolo", in quanto si è osservato come il pensiero del tempo metteva spesso al centro l'uomo, l'individuo, rafforzano l'idea di un "risveglio della coscienza". Per molti autori, tra cui il teologo Marie-Dominique Chenu, questa "scoperta dell'individuo" fu anche una scoperta di una «autocoscienza e di una percezione dell'individualità».
Padre Chenu cita come esempio la controversia che scaturì dal trattato Cur Deus homo di Anselmo d'Aosta sulla redenzione, in cui viene affrontato, almeno indirettamente, il ruolo dell'uomo nella creazione; contraddicendo la tradizione gregoriana, Anselmo respinse l'idea che l'uomo sia stato creato solo per caso, per sostituire gli angeli caduti, ma, al contrario, l'uomo è l'apice della creazione. Molti pensatori del XII secolo ripresero questa tesi, tra cui il discepolo di Anselmo, Onorio Augustodunense, che lo ribadì affidandosi al metodo dialettico: «L'autorità della scrittura proclama l'ovvio, e la ragione chiaroveggente lo dimostra: se tutti gli angeli fossero rimasti in cielo, l'uomo sarebbe stato creato lo stesso con tutta la sua posterità. Perché questo mondo è stato creato per l'uomo, cioè il cielo e la terra, e tutto ciò che l'universo contiene».
Questa nuova soggettività, indubbiamente stimolata dai mutamenti sociali e dall'aumento delle diverse forme di mobilità, si riflette anche nella moltiplicazione di testi biografici (le vite dei santi) e autobiografici (soprattutto nella Historia calamitatum di Abelardo, o come nei ricordi sparsi da Giovanni di Salisbury raccolti nel Metalogicon). Ne fu il segno anche il sorgere della riflessione sui temi dell'amicizia e dell'amore, sia nella lettura diffusa del De amicitia di Cicerone o nella particolare rilevanza data alla storia di Eloisa e Abelardo.
Anche l'ascesa della scienza medica partecipò a questo movimento, sia attraverso traduzioni greche e arabe, che attraverso nuovi trattati anatomici e fisiologici, in particolare le Quaestiones naturales di Adelardo di Bath. Altri studiosi furono legati all'immagine dell'uomo-microcosmo, riflesso dell'universo e in armonia con esso, come nelle opere di Bernardo Silvestre, Alano di Lilla, Onorio Augustodunense, o in quelle illustrate di Ildegarda di Bingen, tinte di misticismo. L'Anticlaudianus di Alano di Lilla mostra anche un'altra ambizione: la Natura interviene con Dio, con l'aiuto della Prudenza e della Ragione, per ristabilire un mondo di armonia da cui può nascere l'uomo buono e perfetto. La padronanza dell'universo e della teologia come scienze al servizio di una filosofia ottimistica, caratterizza soprattutto Alano di Lilla, erede del naturalismo di Chartres, figura peculiare del passaggio tra la rinascita del XII secolo e le prime università medievali.

### Prime dispute teologiche

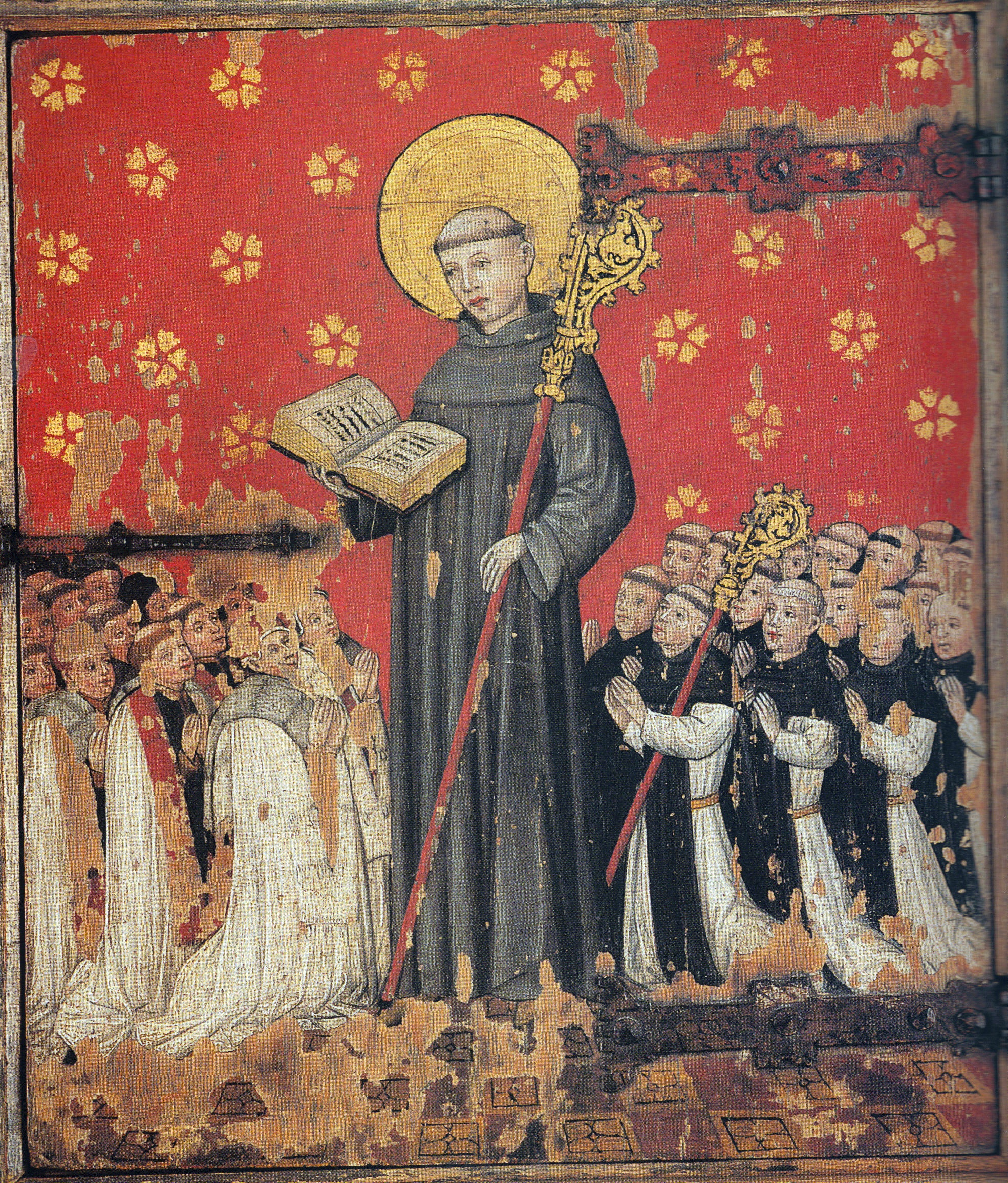
Bernardo da Chiaravalle. Le sue dispute con Pietro Abelardo furono uno dei tratti caratteristici di questo secolo

Sebbene il XII secolo fosse ancora ben lontano da conoscere le stesse dispute che invece caratterizzarono le università medievali del secolo successivo, le scuole di teologia scolastica dettero vita alle prime polemiche, di cui è esempio il trattato Cur Deus homo.
Si può in particolare citare la "disputa sugli universali" che contrappose i realisti ai nominalisti rappresentati da Pietro Abelardo. Fu proprio quest'ultimo il primo a criticare la posizione di Guglielmo di Champeaux che partendo da una lettura platonica dell'Isagoge di Porfirio sostenne l'idea secondo che gli universalia (cioè i predicati universali, parole che designano ad esempio un genere o una specie come "uomo" o "animale") sono cose (res, da cui il qualificatore di realista) "universali" paragonabili alle Eidos (Forme) di Platone (e che quindi si riferiscono a una realtà, un uomo o un animale universale esistente in ciascuno degli uomini e degli animali singolari). I nominalisti, come Roscellino di Compiègne (maestro di Abelardo) sostennero la tesi opposta: gli universali sono sostantivi, semplici "suoni vocali" (voces). Abelardo contribuì a rendere tale disputa esegetica più profonda, estendendola al terreno logico e filosofico pur rimanendo nel campo del nominalismo. Tale controversia venne ripresa molto più tardi e sviluppata da Guglielmo di Ockham.
Un altro esempio clamoroso coinvolse nuovamente Abelardo, questa volta in polemica con una delle menti più brillanti del secolo, ma anche totalmente estraneo al movimento scolastico urbano: San Bernardo di Chiaravalle. Infatti, intorno, al 1120, Abelardo si occupò di spiegare, usando la dialettica, un mistero fondamentale della cristianità: la Trinità. Accusato di voler rendere intelligibile un mistero, Abelardo si era difeso già in anticipo nel suo trattato:
(Abelardo, Teologia del sommo bene, Libro II)
Abelardo venne convocato nell'aprile del 1121 di fronte a un'assemblea ecclesiastica, a Soissons, dove venne condannato. Tuttavia, negli anni successivi continuò ad affinare la sua tesi, sia nei suoi scritti che nel suo insegnamento. È quindi probabile che i suoi discepoli abbiano esagerato nell'affermare la sua capacità di svelare il mistero della Trinità, portando Guglielmo di Saint-Thierry e, successivamente, Bernardo da Chiaravalle ad esaminare i suoi trattati, in particolare la Theologia Scholarium. Sulla base degli errori individuati da questi due avversari, Abelardo fu nuovamente convocato nel 1140 nel celebre Concilio di Sens: nuovamente sconfitto, Abelardo decise di ricorrere a Roma ma, fermandosi più a lungo del previsto a Cluny, vi rimase fino alla sua morte.

### Nascita degli "intellettuali"

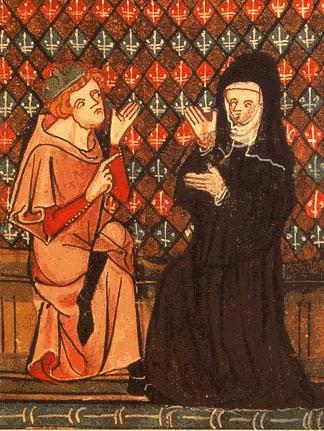
Abelardo ed Eloisa in un manoscritto del XIV secolo

L'emergere di una particolare classe di studiosi, gli "intellettuali" medievali, secondo i termini di un anacronismo voluto e coniato dallo storico Jacques Le Goff, fu uno dei tratti più caratteristici del rinascimento del XII secolo. Dunque, è oramai ben individuato un gruppo sociale, formato da professionisti delle attività intellettuali, a cui si dovette l'affermarsi delle scuole e che successivamente si strutturò sotto forma di una società dando vita alle università medievale.
Il lavoro di ricerca dei medievisti ha permesso di mettere in luce alcune figure particolarmente notevoli di questa nuova classe di intellettuali. Uno dei protagonisti fu certamente Anselmo di Canterbury (morto nel 1109) la cui influenza sulla rinascita del XII secolo fu fondamentale, anche se visse nel secolo precedente. Ma tra tutti gli intellettuali che animarono la rinascita, Pietro Abelardo fu certamente il più noto, probabilmente per la sua personalità eccezionale e per la sua vita drammatica come testimoniato dalla sua autobiografia, l'Historia calamitatum (Storia delle mie disgrazie). Il rapporto di Abelardo con la sua giovane allieva Eloisa, la sua castrazione da parte della famiglia di lei, resero questa coppia di innamorati una delle più famose della storia; la loro corrispondenza, probabilmente autentica, non ha mai cessato di essere letta. Abelardo fu anche un simbolo particolarmente efficace della rinascita per via degli altri uomini di cultura che incontrò e con cui spesso si trovò in opposizione, come i suoi stessi maestri Roscellino di Compiègne, Guglielmo di Champeaux e Anselmo di Laon o anche con il suo allievo più famoso, Giovanni di Salisbury.

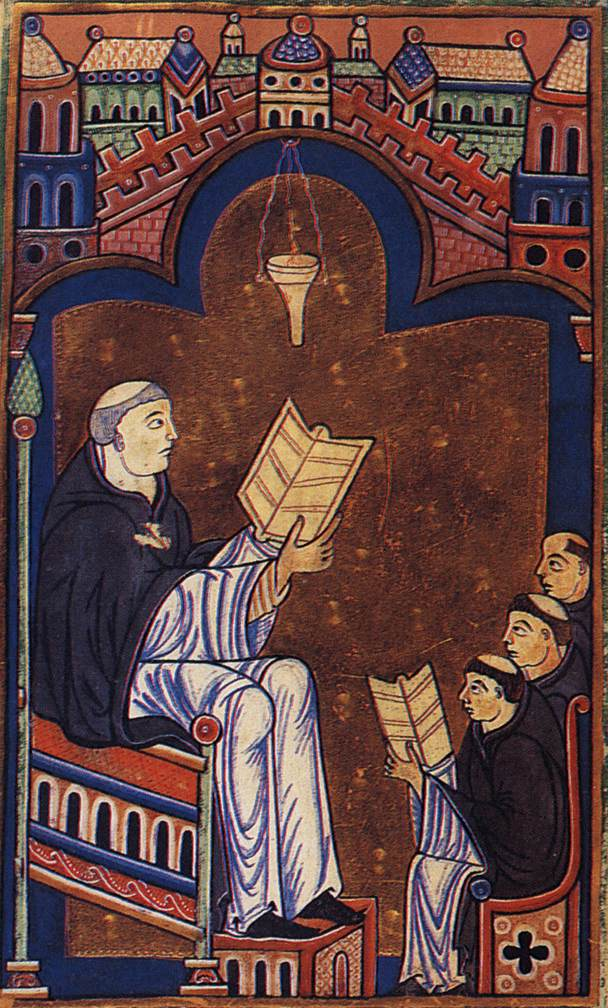
Ugo di San Vittore in una miniatura medievale

Per il resto, possiamo mettere in relazione i principali intellettuali del XII secolo con i due centri scolastici più importanti: prima di tutto la scuola di Chartres, la cui importanza è ben nota e dove Bernardo di Chartres, Gilberto Porretano e Teodorico di Chartres si succedettero come maestri. Alla scuola di Chartres, specializzata particolarmente nella teologia dogmatica, parteciparono anche intellettuali celebri come Clarembaldo di Arras, Alain de Lille, teologo e allo stesso tempo poeta, e Guglielmo di Conches. Giovanni di Salisbury, allievo di Bernardo, ma anche di Roberto di Melune e di Abelardo, fu una delle figure più eminenti uscite dalla scuola e fu l'autore di importanti opere come il Metalogicon e il Policraticus. Infine, Bernardo Silvestre, autore di una Cosmographia che ebbe un duraturo successo, è solitamente classificato anch'esso tra i maestri chartriani.
A Parigi nella scuola dell'abbazia di San Vittore (detta scuola dei vittorini) vennero ospitati numerosi studiosi olre al fondatore Guglielmo di Champeaux. Tra questi Ugo di San Vittore, le cui opere principali furono il Didascalicon, in cui venne ravvivata la classificazione del sapere, e il De Sacramentis. Andrea di San Vittore, Riccardo di San Vittore, autore del De Trinitate nel quale continuò l'opera di Abelardo, furono altri esempi di maestri vittorini. Il teologo Goffredo di San Vittore fu l'autore di Microcosmus  sulla tesi dell'uomo-microcosmo, mentre Gualtiero di San Vittore compose tra il 1177 e il 1178 una Contra IV labyrinthos Franciae, un violento attacco contro Abelardo, Gilberto Porretano, Pietro di Poitiers (un altro vittorino) e Pietro Lombardo. Quest'ultimo fu l'autore dei Libri Quattuor Sententiarum, un trattato che rimarrà una delle opere teologiche fondamentali fino alla fine del Medioevo.

## L'arte

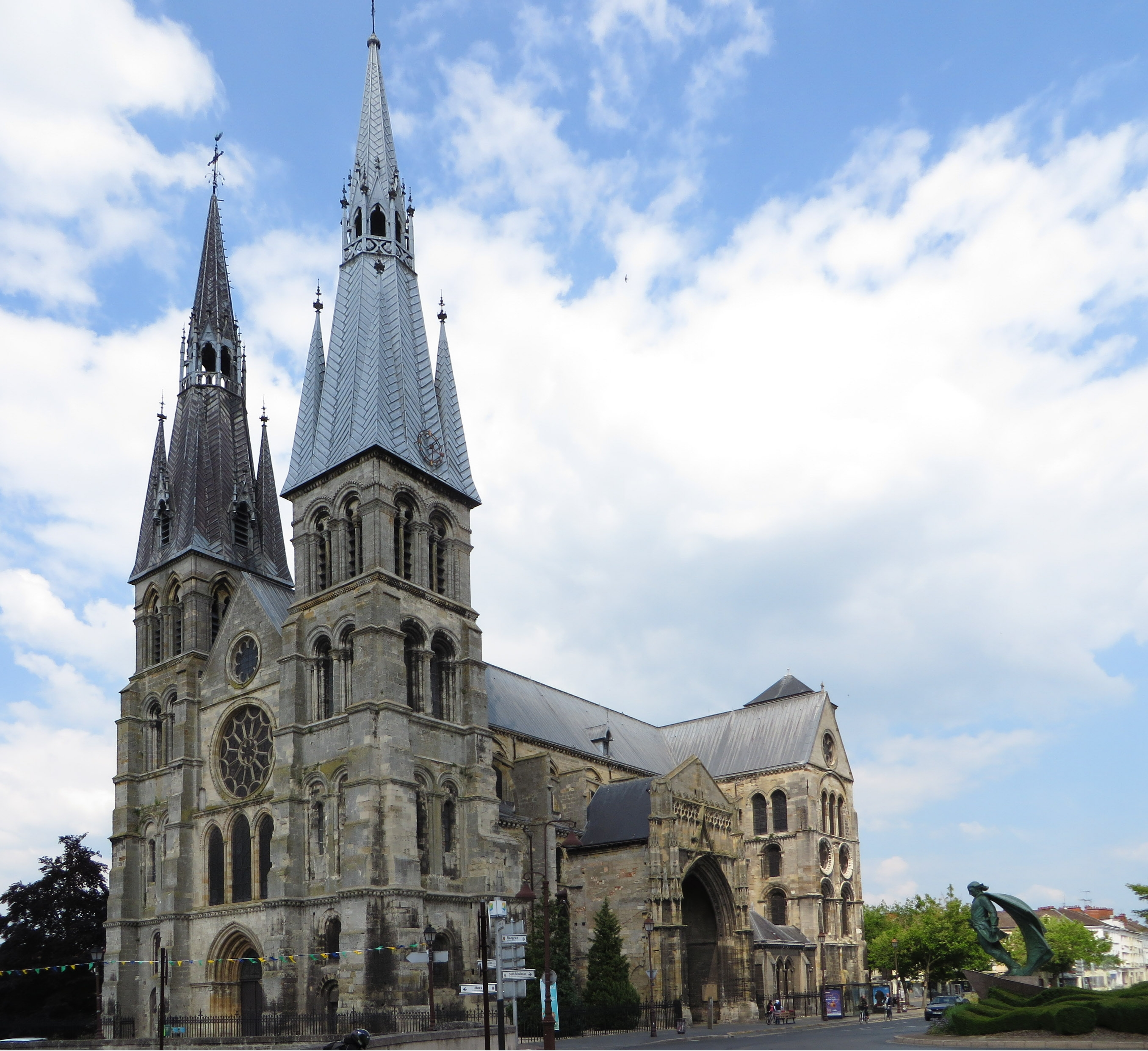
La collegiata di Notre-Dame-en-Vaux, uno dei primi esempio di gotico primitivo, iniziata 1157

Anche nell'arte vi furono delle importanti evoluzioni, in particolare con la nascita del gotico intorno alla metà del XII secolo che fu caratterizzata da caratteri comuni per tutta l'Europa, seppur con varianti regionali. Solitamente si considera l'inizio dell'architettura gotica con la ricostruzione del coro dell'abbazia di Saint-Denis, poco fuori Parigi, per opera dell'abate Suger; da lì a poco questo stile si diffuse prima nelle diocesi dell'Île-de-France e nei secoli nel resto della Francia, in Inghilterra, nell'Impero e nel resto d'Europa, incontrando resistenze significative solo in Italia. Fu uno stile consapevolmente diverso da quello precedente, il romanico, e fu caratterizzato dall'uso intensivo di tecniche costruttive già usate (come l'arco a sesto acuto e la volta a crociera), ma in un sistema coerente e logico e con nuovi obiettivi estetici e simbolici.
Una delle più sostanziali novità dell'architettura gotica fu la scomparsa delle spesse masse murari rese possibile da una distribuzione del peso su pilastri posti all'interno e nel perimetro, coadiuvati da strutture secondarie come archi rampanti e contrafforti. Lo svuotamento della parete dai carichi permise la realizzazione di pareti di luce, coperte da magnifiche vetrate, alle quali corrispondeva fuori un complesso reticolo di elementi portanti.
Il gotico continuò, anche se evolvendosi continuamente, fino alla metà del XVI secolo, tanto che del XII secolo si può parlare solo di gotico primitivo. Le più importanti cattedrali gotiche innalzate in questo secolo furono quelle di Noyon, di Senlis, di Laon, di Notre-Dame-en-Vaux, di Reims e di Notre-Dame a Parigi.

## Conclusione

### Crisi delle scuole alla fine del XII secolo
Il fenomeno della rinascita degli studi non va inteso come un movimento uniforme. Il proliferare delle scuole nella prima metà del secolo subì una battuta d'arresto tra il 1160 e il 1170 con la soppressione di alcuni centri appartenenti alle città più piccole, soprattutto nel nord della Francia, come avvenne a Laon, Chartres, Reims; si avvantaggiarono, invece, le scuole delle città più importanti tra cui Parigi e Bologna, mentre raramente emersero nuovi centri, tuttavia con la notevole eccezione di Oxford, attiva dal 1160. La crisi fu, pertanto, prevalentemente quantitativa ma fu anche una crisi della conoscenza, nel senso che il rinnovamento dei contenuti e dei metodi si fermò alla fine del secolo; più precisamente, l'eredità proveniente dagli antichi studi andò ad esaurirsi, mentre i nuovi contributi di non erano ancora stati pienamente integrati: la tensione tra l'apertura alle novità e la resistenza sospettosa di alcuni poteri, in particolare da parte della Chiesa, non era ancora del tutto risolta.
Infine, non si deve trascurare l'impatto di alcuni sviluppi politici sull'organizzazione del mondo intellettuale. La progressiva crisi delle autorità locali (feudalesimo, dignitari ecclesiastici, comuni) a beneficio dei sovrani e soprattutto del papato, che con Innocenzo III arrivò al suo apice, andò a vantaggio delle istituzioni scolastiche. Ma le regioni meno coinvolte in tali mutamenti, tra cui l'impero, videro il sistema dell'istruzione andare in calo: le scuole di Colonia, di Magonza, di Bamberga, incontrarono un peridio di difficoltà tra la fine del XII e l'inizio del XIII secolo.

### Verso le università del XIII secolo
La crisi della fine del XII secolo contribuì, al pari della crescita che l'ha preceduta, al processo che portò all'affermazione delle università medievali. Ciò si verificò innanzitutto nei principali centri di istruzione che beneficarono della crisi, come Parigi e Bologna, e fu all'interno di queste università che si poté beneficiare dei contributi provenienti dalle nuove traduzioni di Avicenna, di Rhazes e dei trattati finora sconosciuti di Aristotele. In questo senso, l'università fu «il coronamento e la riorganizzazione della crescita accademica dell'XII secolo». La transizione verso queste nuove istituzioni culturali è stata studiata in profondità da diversi specialisti del periodo, come ad esempio Jacques Le Goff, per il quale «gli artigiani dello spirito coinvolti nello sviluppo urbano del XII secolo [sono organizzati] all'interno del grande movimento corporativo coronato dal movimento comunale».